# 五代友厚
五代 友厚（ごだい ともあつ、天保6年12月26日〈1836年2月12日〉 - 明治18年〈1885年〉9月25日）は、日本の実業家。薩摩国鹿児島城下長田町城ヶ谷（現在の鹿児島県鹿児島市長田町）生まれ。贈正五位、勲四等。通称は才助。

大阪経済界の重鎮の一人。
大阪市の本邸跡は大阪科学技術館・日本銀行大阪支店になっている。当時、「まさに瓦解に及ばんとする萌し」（五代）のあった大阪経済を立て直すために、商工業の組織化、信用秩序の再構築を図った。

## 経歴

### 幼少・青年期
『三国名勝図会』の執筆者で記録奉行である五代直左衛門秀尭の次男として薩摩国鹿児島城下で生まれる。質実剛健を尊ぶ薩摩の気風の下に育てられ、8歳になると児童院の学塾に通い、12歳で聖堂に進学して文武両道を学ぶ。
「14歳のとき、琉球交易係を兼ねていた父親が奇妙な地図を広げて友厚を手招いた。見せたものは、藩主・島津斉興がポルトガル人から入手した世界地図だった。友厚は父からこの世界地図の複写を命じられる。友厚は地図を2枚複写しそのうちの1枚を自分の部屋に貼った。」という旨が長らく伝えられてきたが、2016年に兄・徳夫の末裔である吉崎敬三宅よりこの「模写版世界地図」の現物が発見され、その添え書きによりポルトガル人から入手した地図でもなく、友厚が模写した訳でもないことが判明した。
それにそえられた父・五代秀堯の漢文によると
秀堯自身が地球の学問を好み、薩摩藩石塚家に所蔵されている幕府天文方の高橋景保が著した「万国地図」を借りたところ最良の地図であるということが見てとれたのでそばに置きたくなり息子の友健（徳夫）にこれを写させたこと、四隅の小図は本田家出身の妻やすが模写したこと、当時13歳の友健の模写地図の精緻さに見るものを神童だと感嘆させたことが記されている（なお才助はこの時数え年で5歳）。
兄が行った仕事がなぜ友厚の仕事として後に伝わってしまったかについては、友厚没後10年に発刊された「贈正五位勲四等五代友厚君伝」でそのように書かれていたからであり、以後訂正されることがなかった。
訂正されなかった理由は明治28年12月4日に死去した兄・徳夫には同年である明治28年刊行の同著を目にすることができなかったためであると考えられる。
なお徳夫によるこの新訂万国全図は現在鹿児島県歴史・文化センター黎明館に保管されている。
友厚が模写したものではなかったが五代家に「新訂万国地図」が表装され蔵され、かつ父・秀堯は「はかりごとの始まりはまずこの地図を見て調べることにある」と考えたのであるから少年期の五代才助はこれを見ることができる環境で育ち諸外国へ思いを馳せたのかもしれない。

### 武士・役人として
安政元年（1854年）、ペリーが浦賀沖に来航し天下は騒然となる。その折、五代は「男児志を立てるは、まさにこのときにあり」と奮いたったと記されてある。安政2年（1855年）、藩の郡方書役助（当時の農政を司る役所の書記官の補助）となる。兄が鎖国論者にも関わらず、開国論者の立場に立つ。その翌年、長崎海軍伝習所へ藩伝習生として派遣され、オランダ士官から航海術を学ぶ。
文久2年（1862年）、懇願するも渡航を拒まれた友厚は水夫として幕府艦千歳丸に乗船し上海に渡航（この時高杉晋作と出会う）、藩のために汽船購入の契約をする。文久3年（1863年）7月、生麦事件によって発生した薩英戦争では、3隻の藩船ごと松木洪庵（寺島宗則）と共にイギリス海軍の捕虜となるが、通弁の清水卯三郎のはからいにより、横浜において、小舟にてイギリス艦を脱出、江戸に入る。
国元ではイギリスの捕虜となったことが悪評となったため薩摩に帰国できず、しばらく潜伏生活をし、長崎で出会った同じ薩摩藩士の野村盛秀の取り成しによって帰国を許された。

### 実業家への展望
慶応元年（1865年）、藩命により寺島宗則・森有礼らとともに薩摩藩遣英使節団として英国に出発し、さらに欧州各地を巡歴。ユニヴァーシティ・カレッジ・ロンドン構内に設置されている記念碑は、当時関わった一人として「五代友厚」の名前を刻んでいる。ベルギーのブリュッセルでモンブランと貿易商社設立契約に調印、これは薩摩藩財政に大きく寄与するものとみなされたが、諸要因により失敗に終わる。しかし、この時の経験がのちの五代の経営手腕に大きな影響を与えることになる。
慶応2年（1866年）に帰国。御小納戸奉公格に昇進し薩摩藩の商事を一手に握る会計係に就任。長崎のグラバーと合弁で長崎小菅にドックを開設するなど実業家の手腕を発揮し始めた。ここでいうドックというのは俗にそろばんドックと呼ばれるもので現存している。慶応4年（1868年）、戊辰戦争が勃発し五代は西郷隆盛や大久保利通らとともに倒幕に活躍した。
その結果、明治元年（1868年）に明治新政府の参与職外国事務掛となる。外国官権判事、大阪府権判事兼任として大阪に赴任し、堺事件、イギリス公使パークス襲撃事件などの外交処理にあたった。また、大阪に造幣寮（現・造幣局）を誘致。初代大阪税関長となり、大阪税関史の幕を開ける。
明治2年（1869年）の退官後、本木昌造の協力により英和辞書を刊行、また硬貨の信用を高めるために金銀分析所を設立。紡績業・鉱山業（奈良県天和銅山や、福島県半田銀山など）・製塩業・製藍業（朝陽館）などの発展に尽力する。薩長藩閥政府との結びつきが強く、明治8年（1875年）に大久保利通、木戸孝允、板垣退助らが料亭に集って意見の交換を行った「大阪会議」や、黒田清隆が批判を浴びた開拓使官有物払下げ事件（参照:明治十四年の政変）にも関わり、政商といわれた。
他にも大阪財界人、田中市兵衛（第四十二国立銀行）らとともに 大阪株式取引所（現・大阪証券取引所）、大阪商法会議所（現・大阪商工会議所）、大阪商業講習所（現・大阪市立大学）、大阪製銅、関西貿易社、共同運輸会社、神戸桟橋、大阪商船、阪堺鉄道（現・南海電気鉄道）などを設立した。
鹿児島市泉町（泉公園内）、大阪市中央区の大阪証券取引所前、大阪商工会議所前には銅像が建立されている。

### 鉱山王として

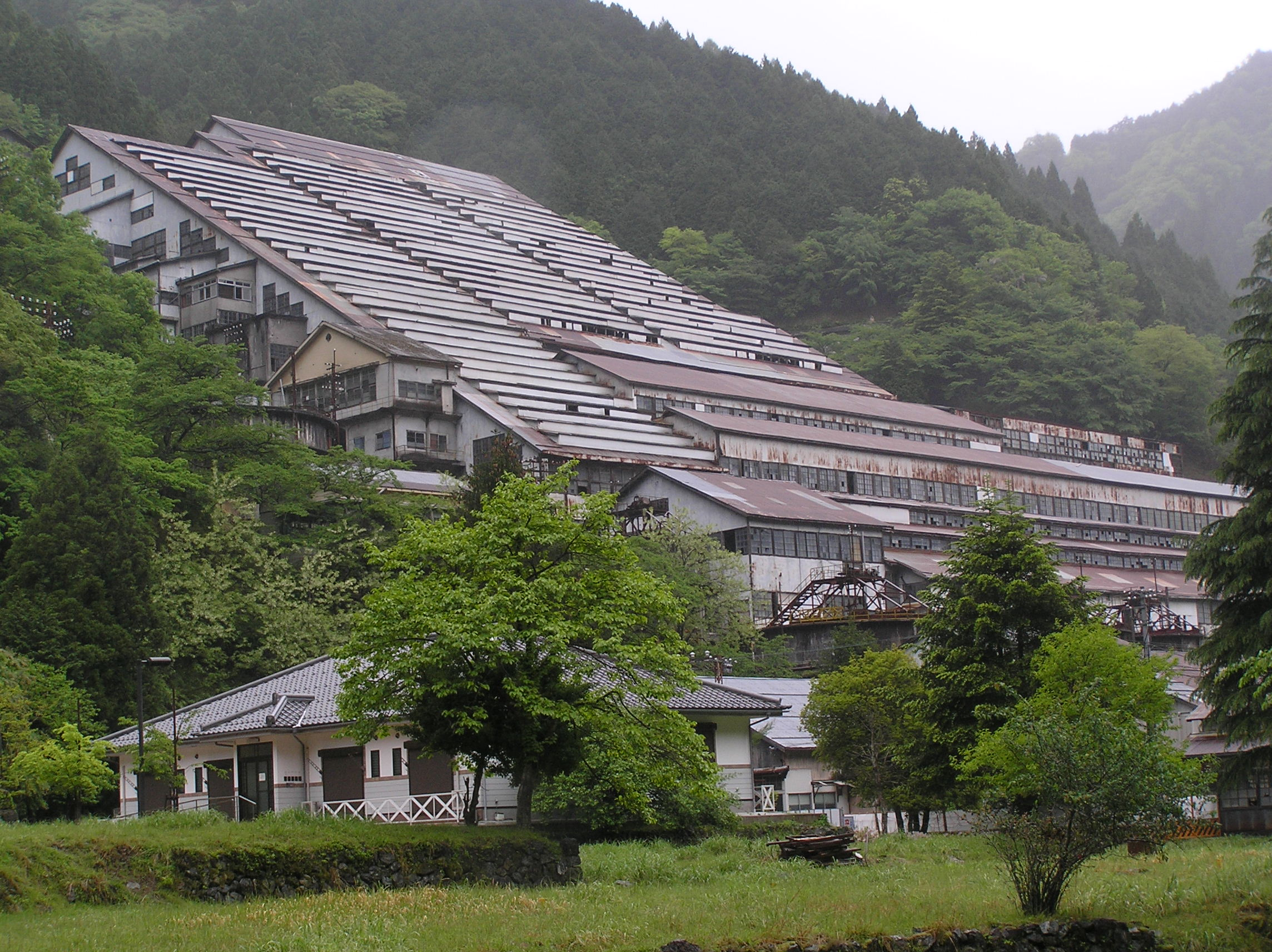
五代友厚が明治政府に先駆け鉱脈探しを加藤正矩に命じた神子畑鉱山。

五代は幕末ころより富国策として鉱山業を掲げ、明治政府の銀鉱脈発見に先駆け、長く放置された鉱山から銀、銅などを採り出す製錬技術を海外から導入し、初めて【奈良県吉野郡天川郷】最初に手掛け多額の利益を得て後の資金源となった奈良県吉野郡天川村西部地区和田村・栃尾村の天和鉱山（てんなこうざん）や、福島県の半田銀山などを多くの鉱山の再開発を手掛けていた。2015年9月には、兵庫県朝来市の神子畑鉱山の鉱脈探しを指示していたことが判明。当時、地元の郷土史家の山内順治（1881年－1969年）の手記には、幕末から明治初期にかけ五代が神子畑に採鉱跡があるのを知り、部下の加藤正矩に探鉱を命じたと記されていた。神子畑の主要鉱脈を擁する加盛山の名は加藤正矩にちなんだとされる。その後、1878年（明治11年）には、明治政府により、朝来市の生野鉱山の周辺調査に伴い鉱脈を再発見、鉱山として復興された。

### 大阪商法会議所設立

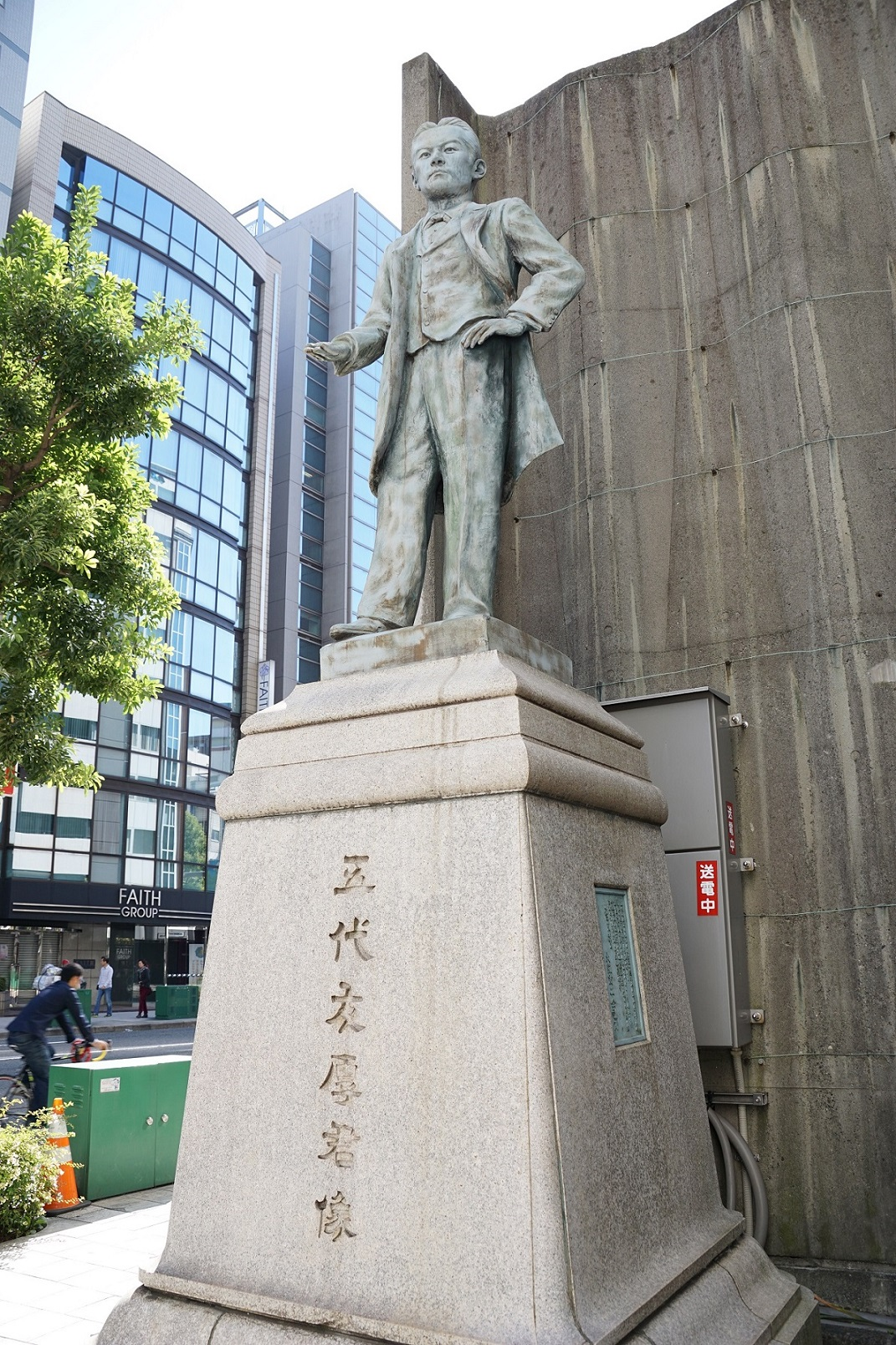
大阪商工会議所

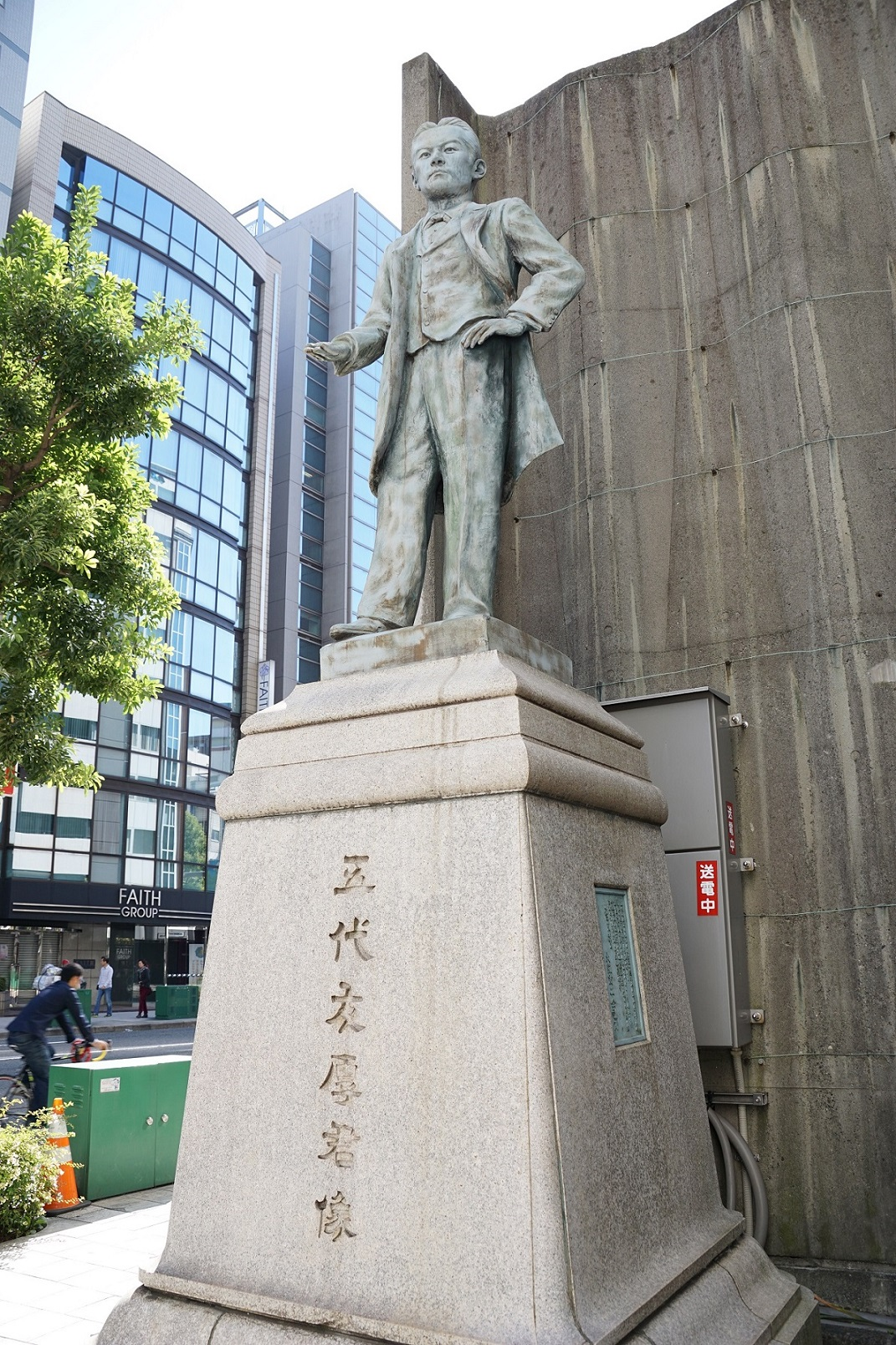
大阪商工会議所

明治初期、維新変動の波を受け、大阪経済が低迷する。銀主体の商取引の廃止や藩債の整理による富豪や両替商の資産消失が主な原因であった。この事態を打開し大阪経済の復活を願って財界指導者の有志15名が明治11年（1878年）7月に大阪商法会議所設立の嘆願書を大阪政府に提出。これが今日の大阪商工会議所の礎となる。設立背景は、国内に事件がおこると常にドサクサに紛れ悪辣な金儲けをする者が増えるのを防ぐため、また互いを助け合うために実業家たちの一致団結による協力と意見交換の場が必要とする考えに起因する。嘆願書の集め方は五代らしい強引な勧誘で、決め文句は「万が一、後に会へ加盟を申し込んでも拒絶、もしくは巨額の入会費を徴収する」で、結果的に60人の同志を獲得した。初代会頭は五代友厚。大阪商法会議所を設立した目的は大阪の実業家の相互扶助によって新時代の潮流に棹差し大阪商人の伝統である信用第一主義に則り以って自己の利益を増すと同時に大阪の繁栄を軸に国富の増強に資するといった教育勅語的な趣旨に基づいた遠大な意図だった。役員の構成は、五代を初め計11人が創立委員となり鴻池善右衛門、三井元之助（後の三井財閥）、広瀬宰平（後の初代住友総理人）、田中市兵衛（第四十二国立銀行）らの150株を筆頭に皆で立ち上げた。

## 年譜・功績
- 天保6年12月26日（1836年2月12日） - 薩摩藩士である五代秀尭の次男として生まれる。
- 嘉永4年（1851年） - 元服して、才助と名乗る。
- 安政4年（1857年）
  - 郡方書役を命ぜられる。
  - 長崎海軍伝習所に第1期生として派遣され勝海舟らに会う。
- 文久2年（1862年）
  - 2月 - 藩庁より舟奉行副役の辞令が下りる。
  - 4月 - 蘭通詞岩瀬弥四郎のはからいで、千歳丸の水夫に変装して上海へ赴く[7]。高杉晋作らに会う。
- 文久3年（1863年） - 薩英戦争において寺島宗則とともにイギリス海軍に捕縛され、横浜に護送される[8][9]。
- 慶応元年（1865年）
  - 3月 - グラバー商会が手配した蒸気船（オースタライエン号, The Australian）にて、薩摩の羽島沖から欧州に向けて旅立つ[7][10]。
  - 5月 - イギリスのサウサンプトン港に到着。即日、ロンドンに向かう。
  - 7月 - ベルギーに行く。
  - 9月 - プロシアから、オランダを経由して、フランスへ行く。
- 慶応2年（1866年）2月 - 薩摩の山川港に帰着。直ちに、御納戸奉行にて勝手方御用席外国掛に任ぜられる。
- 慶応3年（1867年）
  - 1月 - 小松清廉、トーマス・ブレーク・グラバーらとともに、長崎の小菅において、小菅修船場の建設に着手する[11]。
  - 1月11日に起こった神戸事件を兵庫県初代県令伊藤博文、東久世通禧などと仲裁。日本の植民地化を防いだ。（兵庫開港要求事件などを経て、当時英国公使ハリー・パークスがなぜか都合よく神戸におり、軍隊の指揮をとっていた。日本占拠も考えていたと言われている）
  - 5月 - いろは丸沈没事故をめぐる土佐藩と紀州藩の交渉を仲介する。
  - 幕府が崩壊する。御納戸奉公格という商事面を担う。
- 明治元年（1868年）
  - 明治新政府の発足に伴い、参与職外国事務掛に任じられる。
  - 2月 - 外国事務局判事に任じられ、初めて大阪市に来る。同月、堺事件（フランス海軍襲撃と堺守備隊の狙撃）の調停にあたる[12]。
  - 5月 - 外国権判事、大阪府権判事に任命される。川口運上所（後の大阪運上所、現・大阪税関）長に就任。
  - 9月 - 大阪府判事に任ぜられ、大阪府政を担当する。
  - 政府に造幣寮（現・造幣局）の設置を進言する。グラバーを通じて、香港造幣局の機械一式を六万両で購入する契約を結ぶ。
- 明治2年（1869年）
  - 5月 - 会計官権判事として横浜に転勤を命じられるが、2か月で退官し下野する。
  - 8月 - 大阪の両替商・久里正三郎の別邸に金銀分析所を設立する。
  - 大阪通商会社、為替会社の設立に尽力する。
- 明治3年（1870年）3月 - 五代の要請で本木昌造が大阪活版所を創立する。日本で初めて英和辞書を印刷する。
- 6月 - 初めての鉱山経営として吉野郡天川郷和田村に収益性が最も高かった天和鉱山を手掛ける。
- 明治4年（1871年）4月 - 造幣寮、竣工。
- 明治6年（1873年）1月 - 弘成館（全国の鉱山の管理事務所）を設立する。
- 明治7年（1874年）7月 - 半田銀山（福島県）の経営を開始する。
- 明治8年（1875年）1月 - 2月 - 五代の斡旋により、大久保利通・木戸孝允らによる大阪会議開催。
- 明治9年（1876年）
  - 9月 - 朝陽館（染料の藍の製造工場）を設立する。
  - 11月 - 堂島米商会所を設立する。
- 明治11年（1878年）
  - 8月 - 大阪株式取引所（現・大阪取引所）を設立する。
  - 9月 - 大阪商法会議所（現・大阪商工会議所）を設立して、初代会頭に就任する。
- 明治12年（1879年）11月 - 大阪商業講習所（現・大阪市立大学）を創設する。
- 明治14年（1881年）
  - 3月 - 大阪青銅会社（住友金属工業）を設立する。
  - 6月 - 関西貿易社を設立する。
  - 7月 - 開拓使官有物払い下げ事件に関わり、批判を浴びる。
- 明治15年（1882年）
  - 7月 - 共同運輸会社を設立。
  - 12月 - 神戸桟橋会社の設立許可を得る（1884年11月開業）。
- 明治17年（1884年）
  - 5月 - 五代らの努力により大阪商船（旧・大阪商船三井船舶→現・商船三井）が開業。
- 明治18年（1885年）
  - 1月 - 大阪北中之島1丁目26番地に居を定める（現・日本銀行大阪支店）。
  - 9月 - 鹿児島より籍を大阪に移す。東京において日本郵船会社を斡旋する。勲四等に叙せられ旭日小綬章を賜う。
  - 9月25日 - 糖尿病により、東京の別荘で没する。満49歳。大阪市で葬儀[13]。
- 大正3年（1914年） 
  - 7月 - 五代友厚秘史が発刊される。
  - 11月19日 - 大正天皇が演習のため大阪行幸の際、特旨を以て正五位を追贈される。

## 生涯

### 長崎海軍伝習所で学ぶ

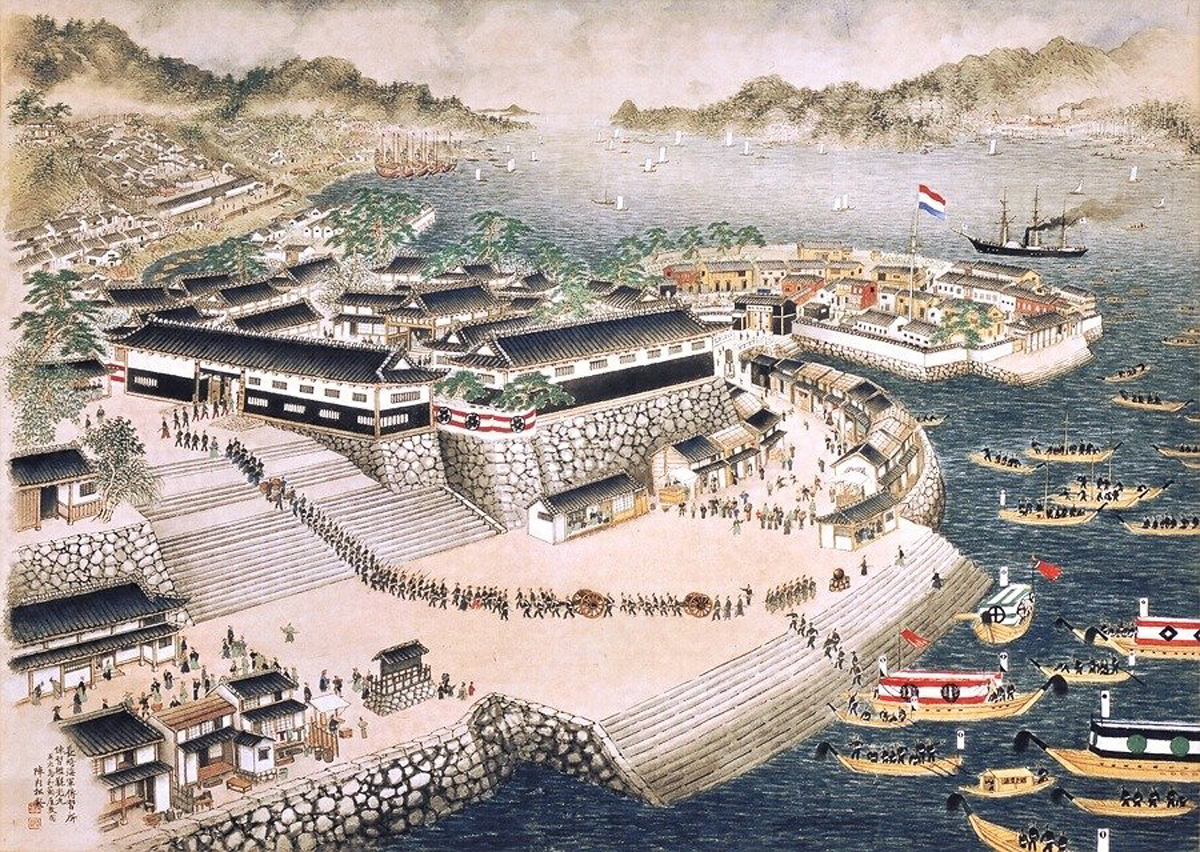
長崎海軍伝習所を表した絵

安政4年（1857年）、薩摩藩によって計16名の伝習生が長崎に派遣されるが、その中でも五代は、勝麟太郎（海舟）らと同じくエリートの一人として送られる。3年後に薩摩へ帰藩した後、再度長崎に遊学し、艦船や武器の買付けなどの商務も行う。
帰藩した直後は幕府船千歳丸（ちとせまる）が上海に渡航する話を聞きつけると同行を頼み込み、それが叶わないと水夫として船に乗り込むなど、かなり型破りではあるが、志に燃える若者の一面を覗かせる。

### 生麦事件と薩英戦争

『生麦之発殺』（早川松山画） 明治になって想像で描かれた錦絵で、名前が出ているのは島津久光と小松帯刀のみ。当時は久光の武勇伝として一般に親しまれていた

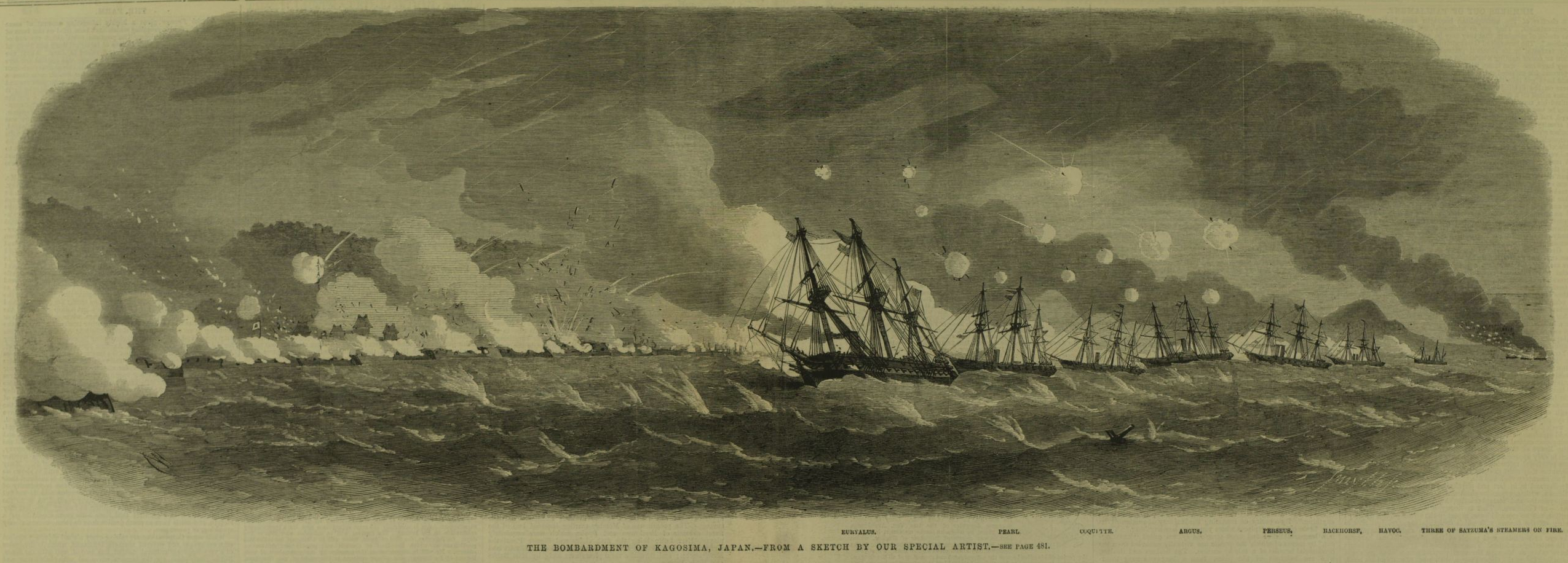
Illustrated London News 1863年11月3日号のイラスト

文久2年（1862年）9月、幕政改革のため江戸城入りしていた薩摩藩国父島津久光が、目的を果たし京都へ戻る途中、その行列が武蔵国生麦村付近に差しかかったとき、乗馬で日本見物中であった英国人一行4人と遭遇する。日本の風習や言葉を知らなかった一行は、騎乗のまま久光の駕籠付近まで近づき列を乱してしまった。激怒した薩摩藩士らは、無礼討ちとして英国人らに斬りかかり、1人が死亡してしまうという国際的事件（生麦事件）が発生する。激怒したイギリス代理公使ジョン・ニールは、幕府側に謝罪と10万ポンドの賠償金、薩摩藩に対して犯人の公開処刑と2万5000ポンドの賠償金を要求。これに対し、薩摩藩が要求を拒否し続けることから、翌年、7隻のイギリス艦隊が鹿児島湾に現れることとなる。
文久3年（1863年）8月11日、7隻のイギリス艦隊が鹿児島湾に現れる。イギリス側の目的は戦争ではなく、生麦事件の賠償問題に対する直接交渉であった。イギリス側は、改めて犯人の逮捕処罰と賠償金2万5000ポンドを要求。薩摩藩側が時間稼ぎを行い、回答を出さないことから、しびれを切らしたイギリス側は、8月15日薩摩藩の汽船3隻を拿捕するという強硬手段に出る。この時、後の英国留学生となる五代友厚、寺島宗則が捕虜となった。これを開戦の意思と受け止めた薩摩藩は天保山砲台から砲撃を開始し、英国艦隊との間で激しい砲撃戦を展開。薩摩藩側は鹿児島城下北部が焼かれ、諸砲台が壊滅的損害を受けることとなる。イギリス艦隊の旗艦には、幕府から得た賠償金が積まれていた。また、戦闘準備に時間を要したため、死傷者は60余人に及んだ。思わぬ苦戦を強いられたイギリス艦隊は、鹿児島湾を去り横浜に戻っていく。その後、横浜のイギリス公使館で3回に及ぶ講和談判がおこなわれ、薩摩藩が2万5000ポンドを幕府から借用して支払うことで和解が成立する。交渉中に薩摩側がイギリス側に軍艦購入の周旋を依頼したことから、以後、薩英の間に親密な関係が築かれていく。

### 五代才助の上申書と薩摩藩遣英使節団
薩英戦争において寺島宗則とともにイギリス海軍に捕縛され、罪人扱いとなった五代友厚は、幕吏や攘夷派から逃れるために長崎に潜伏していたが、ここでトーマス・グラバーと懇意の間柄になり、世界の情勢を知り危機感を感じる。そして、元治元年（1864年）6月頃に薩摩藩に対して今後の国づくりに対する次のような上申書を提出した。この「五代才助上申書」とは、富国強兵の方法を上申しているものだが、留学費用の捻出方法や購入する軍備や機械などについても細かく言及されている。その主な内容には、
- （1）米・海産物などを上海に輸出し、これによって利益を得よ。
- （2）その利益で、製糖機械を購入し砂糖を製造、販売して収益を得よ。
- （3）砂糖輸出で得た収益で留学生を派遣、そして同行する視察員が軍艦、大砲、小銃、紡績機械を買い付けること。
- （4）貿易だけでなく、学校・病院・化学・印刷・鉄道・電話設備など産業革命の技術を学ぶこと。

ということが書かれており、留学生についても「英仏両国留学生を16名並びに通訳1名を選ぶ」と書かれている。このような五代の入念な計画には誰もが感服したという。
その後、15名の留学生が薩摩藩遣英使節団として、1865年（元治2年）イギリスへ派遣された。

### 鹿児島紡績所

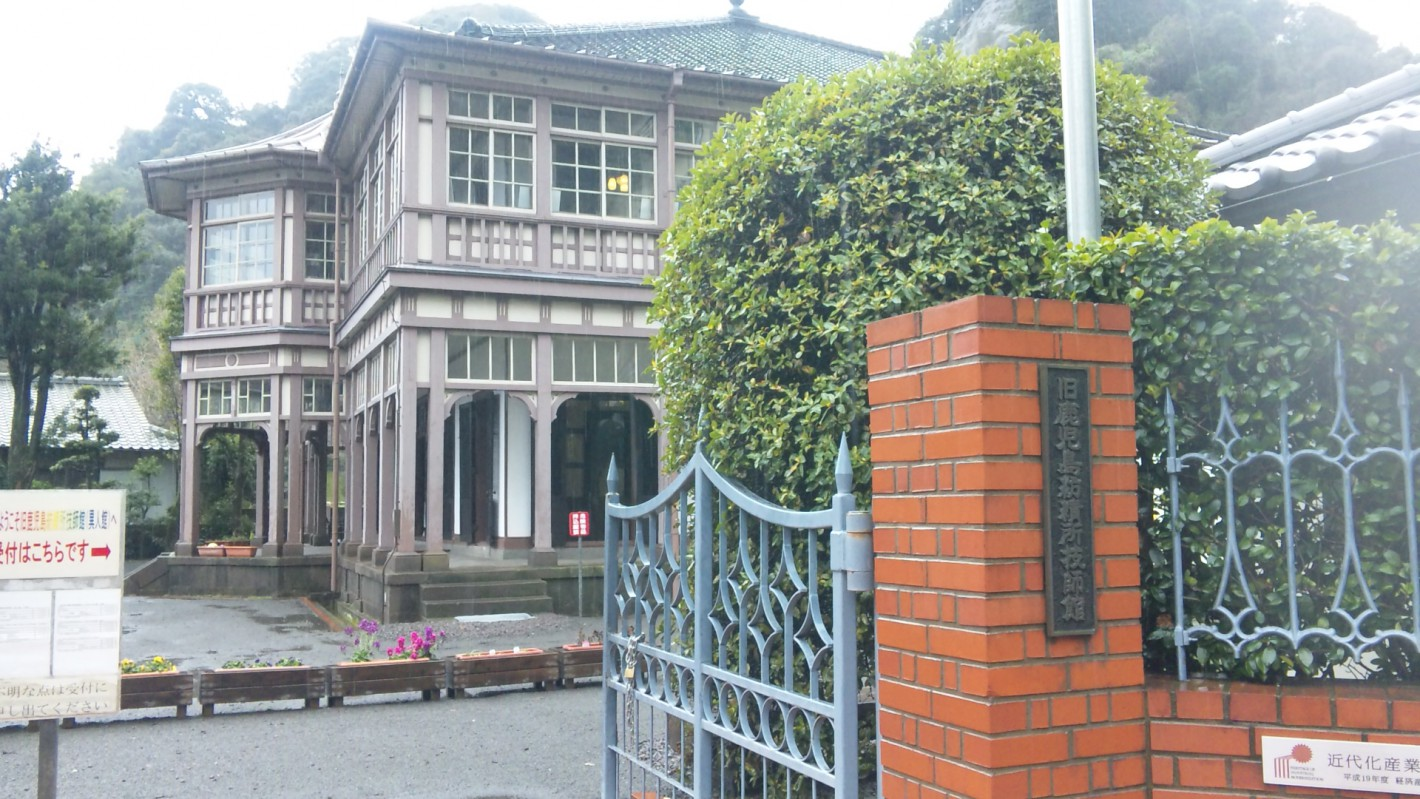
旧鹿児島紡績所技師館

イギリス到着後、五代と新納久脩は当時世界最大の紡績機械メーカーであったプラット＆ブラザーズ社に工場の設計と技術者の派遣を依頼し、1867年（慶応3年）、藩主島津忠義によって集成館の西隣に日本初の洋式機械紡績工場である鹿児島紡績所が建設された。
技師館は外観は洋風だが柱等の寸法は寸尺法で、屋根裏の小屋組は和小屋という和洋折衷の建物である。建物と敷地は国の重要文化財及び史跡として指定されている。
技師館は、イギリス人技術者が予定を早めて1年で帰国した後、大砲製造支配所として使用され、1877年（明治10年）の西南戦争では西郷軍の負傷兵の仮病院にもなった。1882年（明治15年）に鹿児島城本丸跡に移築され、鹿児島学校、中学造士館（七高造士館）の教官室としても利用されていた。
現在は閉鎖されており、世界文化遺産への登録を目指した取組が進められている。

### 小菅修船場（長崎製鉄所）

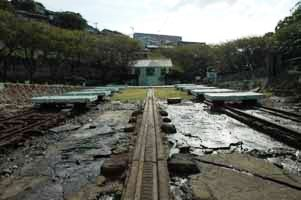
薩摩藩士五代才助・小松帯刀と英人T・B・グラバーらの尽力で設けられた小菅修船場跡

五代はイギリス留学から1年後、御小納戸奉公格という薩摩の商事を握る会計係に就任し、薩英の共同出資のもと、長崎のグラバーとドックを開設する。ドックとは、安政の開国以来、日本に入国する外国の商船や軍艦、艦船が増加し、それらの修理を行う小菅修船場のことである。2列のレール上に平たい台車が5列連結させて並び、満潮時に船を台車に載せ、ボイラー型蒸気機関で引き上げる。これらは日本最初の様式近代的ドックで、そろばん状に見えることから「そろばんドック」と呼ばれる。後に、明治政府が買収し、長崎製鉄所の管理となる。1887年（明治20年）、三菱の所有となり、現在の三菱重工業長崎造船所の礎となる。

### 薩長国産貿易商社
慶応2年10月（1866年11月）、五代友厚は長州の木戸孝允、広沢真臣、久保松太郎と馬関（下関）で会談し、薩長国産貿易商社について次の提案をなした。
- 商社は、互いの国名を出さず商家の名を唱えること
- 印鑑は、互いに取り替え置くこと
- 出入帳を公明に記し、損益は折半すること
- 荷方船三、四艘を備え、藩の名号にし国旗を立てること
- 馬関を通る船は、何品であれできるだけ差し止めること
- 馬関通船を相開く際は、25日前に商社へ知らせること

箇条書5つ目が「この商社の最緊要たる眼目」であり、金策の要であった。つまり、北国や九州の廻船を馬関に留め置き、物価上昇を見極めた上で、諸国産物を大阪に運びこんで利益を上げようというものである。
薩長同盟の一環として構想されたこの計画は最終的には破談となった。背景には資金の調達や人選、これまでの薩長の確執などもあったとみられる。

### 運上所跡の発達

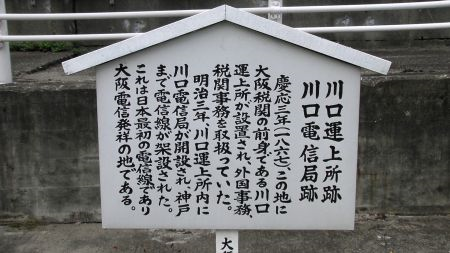
川口運上所

長い鎖国後、ようやく諸外国へ門戸をひらくことになり、慶応4年7月15日大阪では川口を開港場とした。ここには運上所（うんじょうしょ）（税関）、外国事務局などが設置されて、名実ともに開港場としての姿を備えていた。続いて明治3年には電信局もおかれ、川口－造幣局間・神戸間の2線が開通した。しかし川口は名のとおり、安治川上流の小規模な河川港であったため、外国船の来航が減少し大阪経済も沈滞したので、明治30年から現在に見られる市営の築港工事がはじめられた。
慶応3年（1867年）8月28日、大阪税関の前身である川口運上所が、ここ川口の地に設置された。
当時の運上所は現在の税関事務と外交事務を行っていた。慶応4年（1867年）5月1日、「五代友厚」（初代大阪税関長、後の 初代大阪商工会議所会頭）が「外国官判事」に就任し、運上所の事務を行うようになった。明治5年（1872年）11月28日（税関記念日）、全国の「運上所」（うんじょうしょ）の名称は「税関」に統一され、川口運上所は大阪税関となった。大正9年（1920年）5月11日、大阪税関は港区の築港に移転し、この地に大阪税関富島出張所が設置され現在に至っている。

### 英国視察によって行われた五代の教育革命
1865年、五代友厚は32歳の時にイギリス－フランスへ16名の留学生を引率した。ヨーロッパ各国を回り、各国の視察をしながら紡績機械や武器の買い付けなどをした。
その16名の1人であった畠山義成（当時23歳）は、薩摩藩第一次英国留学生として英米留学を経験したのち、開成学校（東京大学の前身）、外国語学校（東京外国語大学の前身）の校長、書籍館（国立国会図書館の前身）、博物館（国立科学博物館および小石川植物園の前身）の館長を務め、明治初期の教育行政に深く携わった。
また森有礼（当時19歳）は、帰国後は明治政府に出仕し、初代文部大臣を務めた他、一橋大学を創設し、明六社会長、東京学士会院初代会員を務め、明治六大教育家に数えられるようになる。
そして五代友厚は、現在の大阪市立大学の源流である大阪商業講習所を設立し、日本の教育制度の充実に力を注いだ。

### 幻の大阪遷都（大久保利通と五代友厚とのエピソード）
1868年（慶応4年）1月、新政府で遷都機運あるなか、参与大久保利通（39歳）は、因習の京都を離れ、交通の開けた大坂以外に首都はないと大坂遷都を提案し、これに長州の木戸孝允が賛成。いったん決まるが、公家、京都市民の猛反対を受け、その後、遷都しなくても衰退の心配ない大坂から江戸に決定する。
近代の夜明け明治維新で大阪遷都を主張した人物として、大久保利通はとくに有名である。大久保はそれだけの実力者でもあったが、伊地知正治が慶応3年11月に書いた建白書のなかに、「浪華遷都」を進言する一節がある。
大久保利通はかなり前から大阪遷都を主張していたことと、当時の首都に当たる京都に隣接していたことで、大阪が帝都になる可能性はかなり濃厚と見られていた。造幣局は大阪に建設され、舎密局（せいみきょく）も大阪に設置されて国家の近代化は進みつつあったが、前島密（まえじま ひそか）の進言で江戸遷都が決定的となり、5月には江戸は東京と改称された（大久保利通：慶応4年1868年1月23日、太政官にて大阪への遷都を主張する）。
これにより、大阪遷都は実現しなかったものの、天皇の関東親征の際に、一時、天皇が大阪城を謁見していたこともあった。また、幻の大阪遷都から約60年後に、大阪市は居住人口で首都の東京を凌いで日本最大の都市になっていた時期もあった（大大阪時代）。
大久保のエピソードに、五代友厚に浜寺公園（大阪府堺市西区浜寺公園町）へ案内されたこともあった。
明治6年（1873年）に五代友厚に浜寺公園へ案内された大久保は、堺県令・税所篤が園内の松を伐採して住宅地として開発しようとするのを知り、「音に聞く 高師の浜のはま松も 世のあだ波は のがれざりけり」と反対する歌を詠んだ。税所はこの歌を知り開発計画を撤回した。なお、浜寺公園の入り口付近にこの時に詠んだ歌が、「惜松碑（せきしょうひ）」として顕彰されている。

### 神戸事件

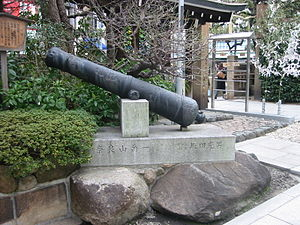
慶応4年1月11日（1868年2月4日）に三宮神社前で起こった神戸事件

これは、慶応4年1月11日（1868年2月4日）に三宮神社前で起こった事件で、備前藩（現・岡山県）兵が隊列を横切ったフランス人水兵らを負傷させ、銃撃戦に発展し、居留地（現・旧居留地）予定地を検分中の欧米諸国公使らに水平射撃を加えた事件のことをいう。この事件により、外国軍が神戸中心部を占拠するに至るなどの動きにまで発展したが、問題を起こした隊の責任者であった滝善三郎が切腹することで解決させた。
当時の外国側の要求は、事件を起こした人々の「死刑」だったが、当時新政府の官吏であった五代友厚の活躍により、「死刑」ではなく、武士として名誉ある「切腹」で解決することができた。
外交事件に対応が後手後手と混乱するなか、天皇政府の新体制を声明し、責任態勢を明確に各国に宣言すべきことを五代は建言し、各国代表を衆め宣言したのは五代に始まる薩摩藩の強い支援によってであり、これを契機に、外交官として政府に携わるようになっていく。

### 堺事件

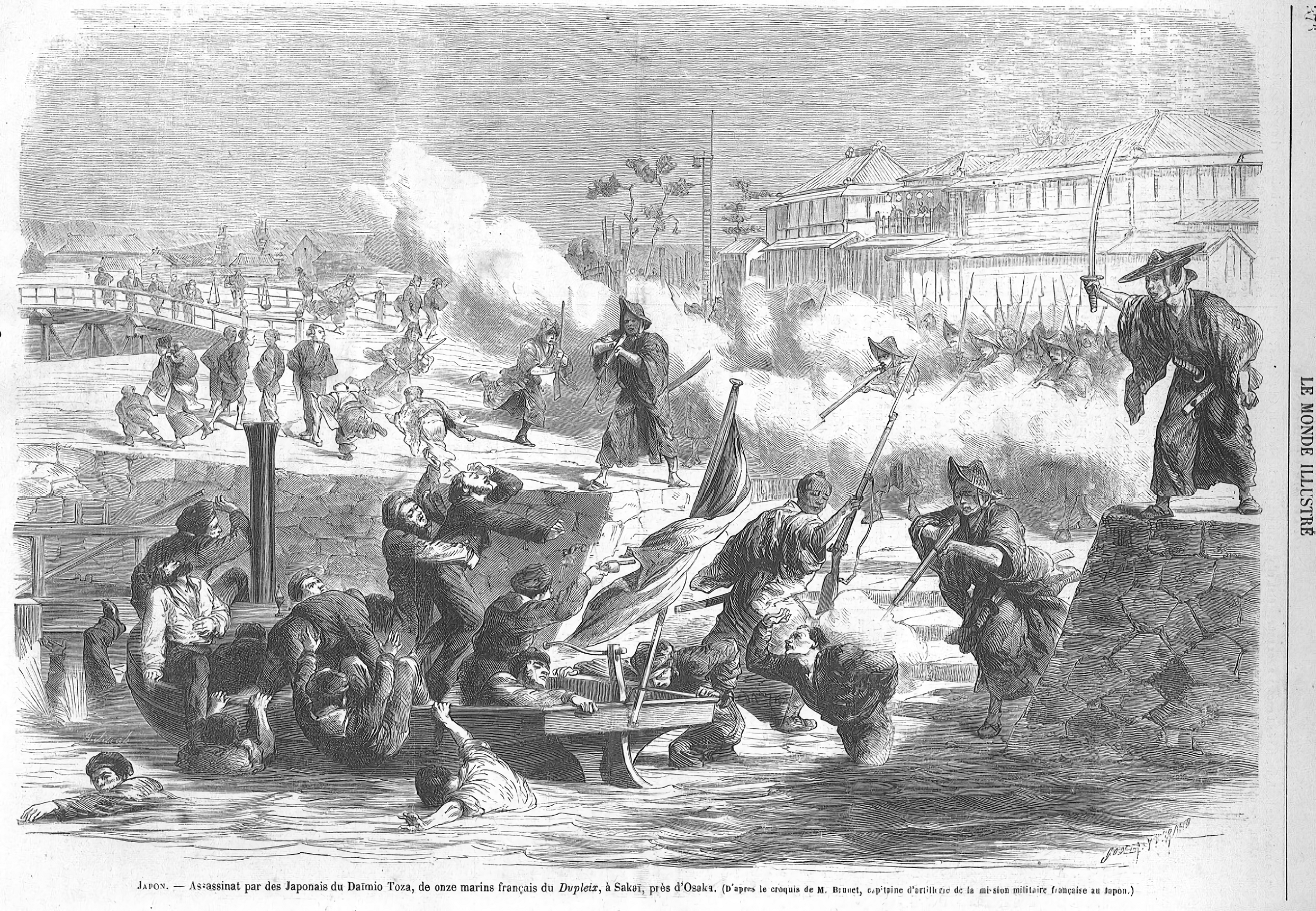
慶応4年2月15日（1868年3月8日）に和泉国堺町内で起こった堺事件

慶応4年（1868年）2月15日午後3時頃、フランス海軍のコルベット艦「デュプレクス」は、駐兵庫フランス副領事M・ヴィヨーと臨時支那日本艦隊司令官ロアら一行を迎えるべく堺港に入り、同時に港内の測量を行っていた。この間に、士官以下数十名のフランス水兵が上陸し市内を遊びまわる。夕刻、近隣住民の苦情を受けた土佐藩の警備隊は、仏水兵に帰艦を諭示させたが言葉が通じず、土佐藩兵は仏水兵を捕縛しようとした。仏水兵側は土佐藩の隊旗を奪った挙句、逃亡しようとしたため、土佐藩兵側は発砲し、11人を射殺あるいは海に突き落とし溺死させてしまった。この事件によって、フランスなどの諸外国から謝罪と賠償を要求され、発砲した土佐藩兵29人の処刑を要求された。
そこで、当時、外交官であった五代の交渉によって、処刑されるのは20名となり、実際には11名が堺の妙国寺で切腹した。最後まで武士として戦った日本武士の力と五代の即決即断の働きかけにより、解決された。

### 大阪通商会社・為替会社
明治政府は、各藩がそれぞれ行ってきた外国貿易、商品流通を国家主導に変更すべく、明治2年（1869年）2月に通商司を東京、大阪、京都、堺と各開港場に設置し、通商司の監督下に為替会社と通商会社を設けた。明治2年当時、会計官権判事だった五代は、大阪発展のため、豪商らに大阪為替会社及び大阪通商会社の設立を強く働きかけ、五代が官を辞した後、同年8月に両会社が設立された。為替会社は、預金・貸付・為替・為替札（金券・銀券・銭券・洋銀券）発行など当時の銀行の役割を果たし、通商会社が必要とする資金も供給した。政府庇護下の為替会社は明治4年（1871年）に通商司が廃止されると衰退し、横浜為替会社が第二国立銀行に転じた以外は解散してしまった。通商会社は国内外の交易管理、商社統括、商品取引の斡旋などを業務としたが、外国貿易を独占することに対して諸外国から強力な反対を受けたことを主因に解散を余儀なくされた。

### 大阪活版所
才助が思い立ったのは英和辞典の刊行である。元通詞で今や才助の片腕ともなっている堀孝之をその編纂に当たらせ、この構想を我が国印刷界の祖として著名な人物である本木昌造に伝えるとともに、活版業を開くよう勧めた。才助の要請を容れた本木は、自分が病弱だったため小幡正蔵、酒井正三（薩英戦争後、一時才助を自宅にかくまった）の二人を才助のもとに遣り、交渉に当らせた。邦文活字の鋳造には成功したものの、開業するだけの資力を持ち合わせていなかった本木に、才助は五千円の融資を申し出、これによって大阪活版所が設立された。小幡が経営にあたり、予定通り英和辞典の印刷に着手したが組版がはかばかしくいかず、結局、明治4年（1871年）に上海で刊行された。これが五代編「薩摩辞書」と呼ばれるものである。同じ頃、才助は同郷の高橋新吉（良昭）、前田献吉（正穀）らの努力で出版された「和訳英辞書」（通称「薩摩辞書」）五百部の販売斡旋も引き受けている。小松清廉（帯刀）が依頼されていたのを引き継いだもので、後に高橋は欧米留学、大蔵省大書記官、ニューヨーク領事、九州鉄道社長、勧業銀行総裁を歴任し、男爵になっている。
小幡はその後東京に派遣され、平野富二と共に活版所をつくり、これが後の築地活版所となる。明治10年、大阪活版所は酒井正三の手で株式会社となり、同45年谷口黙次の谷口活版所へと引き継がれることになる。

### 金銀分析所の設立
明治初期の大阪は衰退していた。その頃に新政府の方針で一時期形式的に金本位制となり、大阪や西国の公用通貨であった銀が使用禁止となる。その影響によって各藩が大阪に出していた蔵屋敷は全てなくなると、「天下の台所」として全国の富の大半を集めていた大阪に財貨が集まらなくなる。
そこで才助はまず、大阪西成郡今宮村の「紀の圧別邸」を購入し、一部を改築して金銀分析工場とした。明治2年（1869年）10月のことである。「紀の圧」とはこの事業を全面的に支援してくれた九里正三郎のことで、中クラスの両替商だったといわれる。造幣寮の落成は明治3年（1870年）末、稼働開始は翌明治4年（1871年）2月で、この動きに金銀分析所の活動は照準を合わせていたはずである。造幣寮に時金局が置かれ、金銀の買い入れに当るようになるのは同年6月のことで、これと前後して造幣寮舎密家（せいみか）久世喜弘（くぜ よしひろ）（治作・じさく）の子息、義之介を招聘した。
才助は各地に人を派遣して各藩の貨幣を買収し、これらを集めて溶解・分析した。さらに贋金（にせきん）をもことごとく買収して鋳潰し、時価でもって造幣寮へ収め、金貨の統一を図った。されに諸金山を分析してその去就を教え、国の財源の基礎を確立するのに貢献した。欧州視察中に見聞した冶金術（やきんじゅつ）が物を言ったのはいうまでもない。そして金銀分析所は才助の一手の事業となった。しかも独占事業であったから、巨額の利（純益数十万円と伝えられる）を得ることになる。これが、今後手がけていくべき数多くの事業の資金源となるはずである。
加えて、安政の通商条約以来、貨幣の交換率は、メキシコ弗一個と日本の銀3分が同一価格となっていた。銀3分は二朱金6つで同一。抜け目のない西洋人はメキシコ弗を持ち込み価値の高い二朱金ばかりを大量に集め国外にもちだした。幕末に500万両は出たという計算がある。五代はこれを悔しがり、サラリと役人をやめ二朱金を買占め、どんどん潰して地金にしていった。すぐ後（明治4年（1871年）6月）に大阪造幣局が稼働すると、円に統一された新貨幣の金銀貨素材としていくらでも必要であった。
当初の開業資金10万円は紀の庄という屋号の両替屋の九里正三郎から借り、西成区の別荘まで工場に借り受けた。金銀を全国から買い集めては潰し、地金にして造幣局（寮とも改変）に納める。その利益で買い増ししてまた納める。これで巨万の富をため、産業界進出の礎としたという。

### 造幣寮の設立

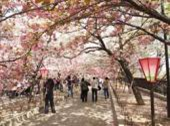
造幣局の桜の通り抜け

幕末から維新へ、長崎を中心に外国との交易が盛んになるにつれて、日本通貨の欠陥が明らかになってきた。幕府の金銀貨幣は質にばらつきがあり、金と銀の交換比率が国際基準と大幅に異なっていた。各藩が藩札を発行し、偽造通貨も出回っている状況だった。このような状況を脱出し、日本が近代的な経済国家になるには、何を置いても国際的に通用する通貨が必要だった。ところが欧米式の貨幣をどう作ったらいいのか、その手がかりが無い。そこで活躍をしたのが五代友厚である。
五代は新政府の要人に知り合いが多く、特に大久保利通に信頼されており、新貨幣製造のことも大久保から話を持ち掛けられたようだ。彼は旧知の英国商人、トーマス・グラバーに会い、香港に英国の造幣機が使われぬままに、という情報を得て、グラバーを通じて英国政府と交渉し、格安の6万両で購入する道を開いた。そしてその造幣機を用いて西洋式の「造幣寮」を建築し、国家的な特大プロジェクトとなっていった。

### 弘成館

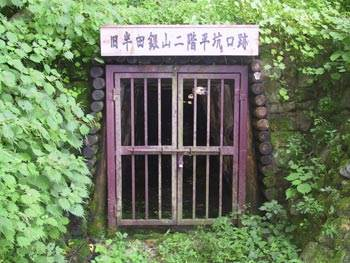
西弘成館と呼ばれた大阪の弘成館

金銀分析所の経営維持を図るため金銀の入手が必要となり、友厚は一歩進んで鉱山業を手掛けることとなった。
鉱山業はかつて五代才助上申書や薩白合弁商社構想の中で富国策の一つとして掲げていた事項でもある。政府も国策上、鉱業を重視し、フランス人技師コワニーらを招き、主要鉱山は政府直轄とする方針をとった。明治4年（1871年）9月には工部省鉱山寮がおかれ、鉱山行政、官行諸鉱山の経営に当ることになった。こうしたなか、友厚は明治4年（1871年）大和国天和鉱山 の開発に着手したのを手始めに、赤倉銅山、栃尾銅山、駒帰村辰砂鉱、峯谷銀山など次々と開坑していった。
当初、松友社（まつともしゃ）なる名義で鉱山経営を行っていたが、明治6年（1873年）、鉱山経営の規模拡大を図るため波江野休衛、堀孝之、岩瀬公圃、永見米吉郎、久世義之助らと計り、資本金数十万円を投じて大阪に弘成館を創設した。弘成館の組織は事務部門である「内部」と現業部門である「外部」とに分かれ、内部には総事、正検、出収、調進の四課が、また外部には出収、坑鋪、鉱石、溶解、機械、営繕、調進の七課がおかれた。そして内部は総事、外部は鉱長がその指揮に当たった。弘成館規則は館員の任免、俸給、賞罰、恩給、救済、旅費などの細則に至るまで、きめ細かく整備されていた。翌明治7年（1874年）には佐渡金山、生田銀山と共に日本三大鉱山と並び称された半田銀山を経営することになったため、新たに東京築地入船町に出張所を設け、これを東弘成館、大阪の方を西弘成館と呼ぶようになった。西館は波江野、堀、東館は岩瀬がそれぞれ主任理事として取り仕切った。館中役員が一時西館だけでも二百名を超え、鉱夫その他の現業員は数万にも及んだといわれる。こうした弘成館の組織は多くの人たちの注目を集め、賞賛を浴びた。
友厚は先に手掛けた 天和鉱山（奈良県吉野郡天川村:天川郷和田村） 諸鉱山のほかにも和気銅山（備前）、大久保銅山（大和）、神崎鉱山（豊後）、鹿籠金山（かごきんざん）（薩摩）、新慶銅山（美作）、大立銀山（おおだてぎんざん）（播磨）、水沢鉱山（伊勢）、豊石銅山（石見）、助代銀山（すけだいぎんざん）（薩摩）などの開鉱を手掛けていった。まさに鉱山王だったのである。

### 大阪会議

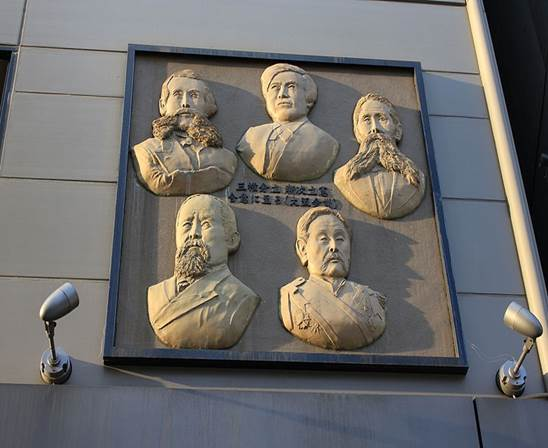
大阪会議開催の地にある大久保利通（上左）・木戸孝允（上中央）・板垣退助（上右）・伊藤博文（下左）・井上馨（下右）のレリーフ

大阪会議は明治8年（1875年）2月に明治政府の要人である大久保利通・木戸孝允・板垣退助らが大阪府に集い、今後の政府（立憲政治の樹立）および参議衆就任等の案件について協議した明治憲政史上特筆すべき重大会議である。会議にいたる背景は、征韓論をめぐる明治六年政変で政府首脳が分裂した結果、征韓派の西郷隆盛や江藤新平、板垣退助らが下野し、政府を去った。残った要人、大久保を中心に岩倉具視・大隈重信・伊藤博文らで政府の再編を目指すのだが、直後に台湾出兵をめぐる対立から長州閥トップである木戸までが職を去る事態に陥り、大久保一人が政治を任される専制体制になった。
このような最悪の状況下にもかかわらず、実質大久保専制政治であることに対する民衆の不満、佐賀の乱を始めとする士族の乱、板垣退助が新規で作った自由民権運動、岩倉が士族に襲撃されるなど不穏な政情が世を覆っていた。
この情勢を憂い、混迷する政局を打開すべく、五代と同じように官界を去って実業界入りしていた井上馨が「大久保・木戸・板垣」による連携の必要性を説き、伊藤博文や五代友厚らとともに仲介役として大阪会議を開くのだった。
しかし、三者の思惑はまったく別のもので
- 大久保 → 木戸を政府に戻して政権を強化したい
- 木戸 → 政府に戻る代わりに政府改革要望
- 板垣 → 木戸を通して立憲制を強く要望

という考えで、なおかつ、大久保は木戸のみと組みたいのに対し、木戸は板垣がいないと政府には戻らない意向だった。
この不一致を穏便にまとめた人物の一人が五代だ。五代の斡旋があり、五代邸は大阪会議の準備会談の場として使われ、大久保や伊藤らが何度も往復したという。大久保は下準備のためにおよそ一か月間もの間五代邸（現在の日銀）に入り、年末年始を五代邸で過ごした。他方、木戸も来阪すると五代邸に大久保を訪ね、碁を囲んだ。このことからも、両者は五代邸で囲碁を楽しんだことがわかる。五代は大久保のためには労を惜しまなかったため、大久保から五代に宛てた「松陰（友厚の号）君へは近々勅丈にても御差立御模様に候間為御心得申上置候」との手紙は、五代が単なるお膳立・斡旋だけでなく、会議の内容に相当立ち入った積極的な役割を果たしたことを想像させる。大久保・木戸・板垣の三者の思惑は全く別のものであったが、このように大久保の相談役そして、板垣退助との仲介役としてこの不一致を穏便にまとめた五代友厚らによって、大阪会議を成功へと導いた。

### 朝陽館

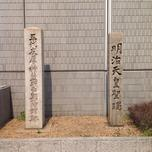
精藍所 西朝陽館跡

田蓑橋から阪神高速1号線との間、堂島川右岸のNTTテレパーク堂島第二ビルの前に「五代友厚精藍所西朝陽館跡」の石碑が立つ。
朝陽館とは、大阪の発展と深い関わりのある五代友厚が、国産の藍がインド産のものに圧されるのを憂い、明治9年（1876年）に、蒸気機関を動力とする最新設備を導入し、従業員300人で操業を始める。最盛期の明治10年（1877年）から明治11年（1878年）には、海外にも輸出をするなどしたのだが、段々と輸入品に押され業績が悪化して、明治16年（1883年）に閉鎖となる。
西朝陽館と西の字が付いているのは、東京にも同名のものがあり、それと区別するためだったという。
友厚が明治政府から資金の融通を受け精藍事業に手をそめたのは、明治9年（1876年）のことである。国産藍が舶来インジゴーに圧倒されるのを憂えたからで、計画はかなり大がかりなものであった。藍葉の買入地は関西一円にまたがり、中国や朝鮮にも支店を設けて海外市場に雄飛しようとの構想も秘められていた。西朝陽館は明治9年（1876年）9月、堂島の地に従業員300名つたえられる規模で創業を開始した。舶来の蒸気機関が唸りを上げ、屹立する煙突から吐き出される煙は桜ノ宮の造幣局のそれと好一対であったという。しかし明治11年（1878年）頃を最盛期に業績は下降し、明治16年（1883年）には閉鎖されている。五代友厚像は、中央区本町橋2-8、大阪商工会議所ビルの南側と北浜の証券取引所の前にある。
その横には「明治天皇聖躅」と刻まれた石碑がある。その意味は「足跡」というらしく「明治天皇が残した足跡」という意味になる。明治天皇は度々大阪に行幸をされていて、この「明治天皇聖躅」なる碑は大阪の至る所に点在しているらしい。そして、その殆どが明治天皇が崩御した後の、大正時代に建てられたものだという。「明治天皇聖躅碑」は市の大正天皇御成婚25年奉祝（ほうしゅく）事業として建立されたもので、1928年（昭和3年）から3年間かけて大阪市内の30か所に建てられている。テレパーク敷地内の碑は、明治天皇が西朝陽館を天覧した記念の碑として、建てられた。ここ以外にも、リーガロイヤルホテルや大阪城などにも建てられている。

### 堂島米会所

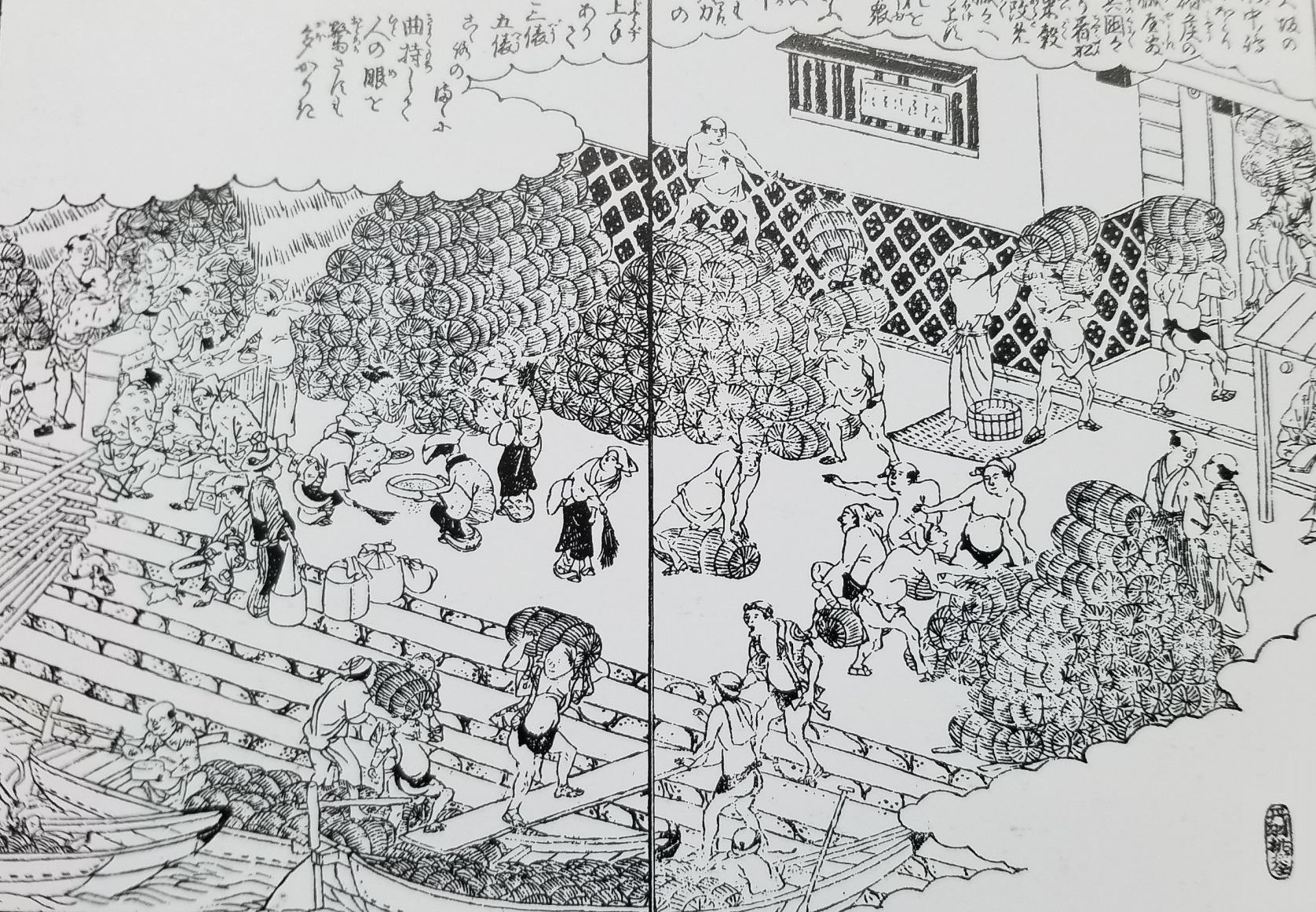
大阪堂島米会所

淀屋が淀屋橋南詰に創設した米市場は、元禄10年（1697年）に新地が開発された堂島に移転し、享保15年（1730年）には江戸幕府公認の米市場となった。諸藩や米商人の蔵屋敷は中之島に135棟が並ぶなど、江戸時代の大坂は物資集散地として市場経済の中心地となり大いに賑わった。堂島米市場は幕末まで活況を呈したが、明治に入り米の流通に統制が効かなくなると明治政府は各地の相場会所を閉鎖し、明治2年（1869年）に堂島米会所は閉鎖された。堂島の衰退を案じた礒野小右衛門、武富辰吉（たけとみ-たつきち）らは米市場再興運動を興して明治4年（1871年）に堂島米会所を開設、明治9年（1876年）には五代らが中心となって保証有限会社堂島米商会所を設立した。

### 大阪商法会議所設立
明治初期、維新変動の波を受け、大坂経済は低迷期に入っていた。銀主体の商取引の廃止と、藩債の整理による富豪や両替商の資産消失が主な原因だった。
この事態を打開し、大阪経済の復活を願って、財界指導者の有志15名が明治11年（1878年）7月、大阪商法会議所設立の願書を大阪府知事に提出した。今日の大阪商工会議所の礎である。
初代会頭は五代友厚で、国内に事件が起こるといつもどさくさに紛れて悪辣（あくらつ）な金儲けをするやつが増えるのを防ぐため、またお互いを助け合うためには実業家たちの一致団結による協力と意見交換の場が必要と考え、「もし、あとで加盟を申し込んでも拒絶するかまたは巨額の入会費を徴収する」といった半ば強引な形で大阪商人を勧誘したちまち60人の同士を獲得した。
五代が大阪商法会議所を設立した目的は、大阪の実業家が相互扶助によって、新時代の潮流にさおさし大阪商人の伝統である信用第一主義に則り以て自己の利益を増すと同時に、大阪の繁栄を軸に国富の増強に資するといった教育勅語のような趣旨に基づく遠大な意図をもつのだった。
そして創立委員は五代を初め、鴻池善右衛門、三井元之助（後の三井財閥）、広瀬宰平（後の初代住友総理人）らが150株、を筆頭に計11人が創立委員となった。
五代はわざと頭取や副頭取にならず、隅っこから初代会頭として生みの子の育ち行く姿を見て「大阪が日本の産業と金融機関の中枢になるのもすぐだ」と呟いたようだ。創立委員の豪華な顔ぶれを見てもわかるように五代がなぜ他に比べあまり有名でないかは財閥を作らなかったことが影響していると言われている。

### 為替手形約束手形条例
為替手形約束手形条例（かわせてがたやくそくてがたじょうれい、明治15年12月11日太政官布告第57号）は、1883年12月11日に制定・公布された太政官布告。近代手形・小切手法の先駆となる法令である。
江戸時代、日本の為替・手形システムは大坂の両替商による信用制度に基づいて高度な仕組が確立されていたが、明治政府は為替・手形に対する理解が不十分で、銀目廃止や国立銀行以外での持参人払式の約束手形・小切手振出の禁止（国立銀行条例）などを行ったため両替商の破綻や信用制度の混乱が発生した。しかしながら、為替・手形に対する需要が高かったこと、欧米でも同様の制度が存在していることから、西南戦争以後に為替・手形制度の法制化が進められた。そこで、ヘルマン・ロエスレルを中心に編纂が進められていた商法草案のうちの「為替」の部分のみを独自の法令「為替手形約束手形条例」として先行して実施したものである。1895年の旧商法（第一編第十二章「手形及ヒ小切手」）の一部先行実施に伴って廃止され、その後1899年の商法（第四編「手形」）に継承された。

### 大阪証券取引所設立
大阪は江戸期の金相場会所以来、金融取引の活発な地であり、今日まで大阪経済の発展を担ってきた。薩摩出身の五代友厚は明治11年（1878年）、大阪株式取引所の設立に尽力し、大阪の発展に多大なる功績を残した。
大阪証券取引所の前身、大阪株式取引所もまた、友厚の尽力によって設立された。政府は明治7年（1874年）10月、株式取引所条例を発布し、東京、大阪に各一か所の取引所を置くこととした。株式会社設立の気運が高まってきたことと、政府発行の公債が巨額にのぼっていたことが背景にある。しかしながら、この条例は当時の経済事情と相容れないものがあったので、友厚は有志と図ってその実施延期と改正とを要望、政府もこの意見を容れて根本的改正を行い、明治11年（1878年）5月、改めて株式取引所条例を発布した。
友厚は鴻池、中井由兵衛（三井）、広瀬宰平（住友）、白木保三（加納）らとともに発起人となり、さらに広瀬とともに創立事務委員に就いた。4月13日の仮会議の席上、友厚は次のようなあいさつを行っている。
「もともと、この企ては、社会全般の人々に、なんらかの利益を与え、なんらかの幸福を招くものであります。・・・株式取引会社の設立を広く全国民に知らせるならば、国民の皆様も、その設立が社会に便益を与えることを知り、とくに膨大な額に上る金禄公債証書などが、将来広く売買されるようになれば、本社の仕事も必ず盛んになることでありましょう。しかしながら、事業が盛んになるかどうかは、お互いの信用が厚いか薄いかによるものであります。したがって、どんなことをするにしても、誠意をつくし、しっかりした規律を立てて、ちょっと見ただけでも、国民の信用が得られるようにしなければなりません。昔の人は『成立の難き（かたき）は天にのぼるがごとく、覆墜の易きは燎毛のごとし』といっております」
「会社が栄えるか滅びるか、評判をよくするか悪くするかは、その経営に携わるわれわれが、これを招き、これを迎えるものであることを心に銘じ、辛抱と努力を続けて、会社の組織をしっかりしたものにしなければなりません。・・・会社に関する義務を果たすことはもちろん、会社外における普段の付き合いにあっても、お互い親密にし、友情をもって、互いに助け合わなければならないと、私は考える次第であります」
友厚の経営哲学・理念を明確に表した発言といえよう。友厚は6月4日、創立願書を大蔵卿大隈重信に提出し、同月17日許可がおりた。大阪株式取引所の創立株主は130名にのぼった。友厚は所有株数150株（持株率7.5%）で筆頭株主となったが、自らは役員に加わらず、渋沢栄一（第一国立銀行）系の中山信彬を頭取に推した。五代と渋沢という東西の両雄はすでに明治6年（1873年）頃から、このような関係を持っていたのである。もっとも開業当初、定期取引に付した物件は、秩禄公債、新公債、旧公債の三種で、間もなく金禄公債も加えられたが、株式会社はわずかに二、三の国立銀行と堂島米会所しかなく、しかも資本金はいずれも30万円以下のものだったため、定期取引に付すべき株式はあまりなく、明治12年（1879年）秋には、金銀貨幣取引も行うようになり、一時盛況となったが、明治14年（1881年）には半額減資して資本金10万円としている。

### 大阪商業講習所（現大阪市立大学）創設

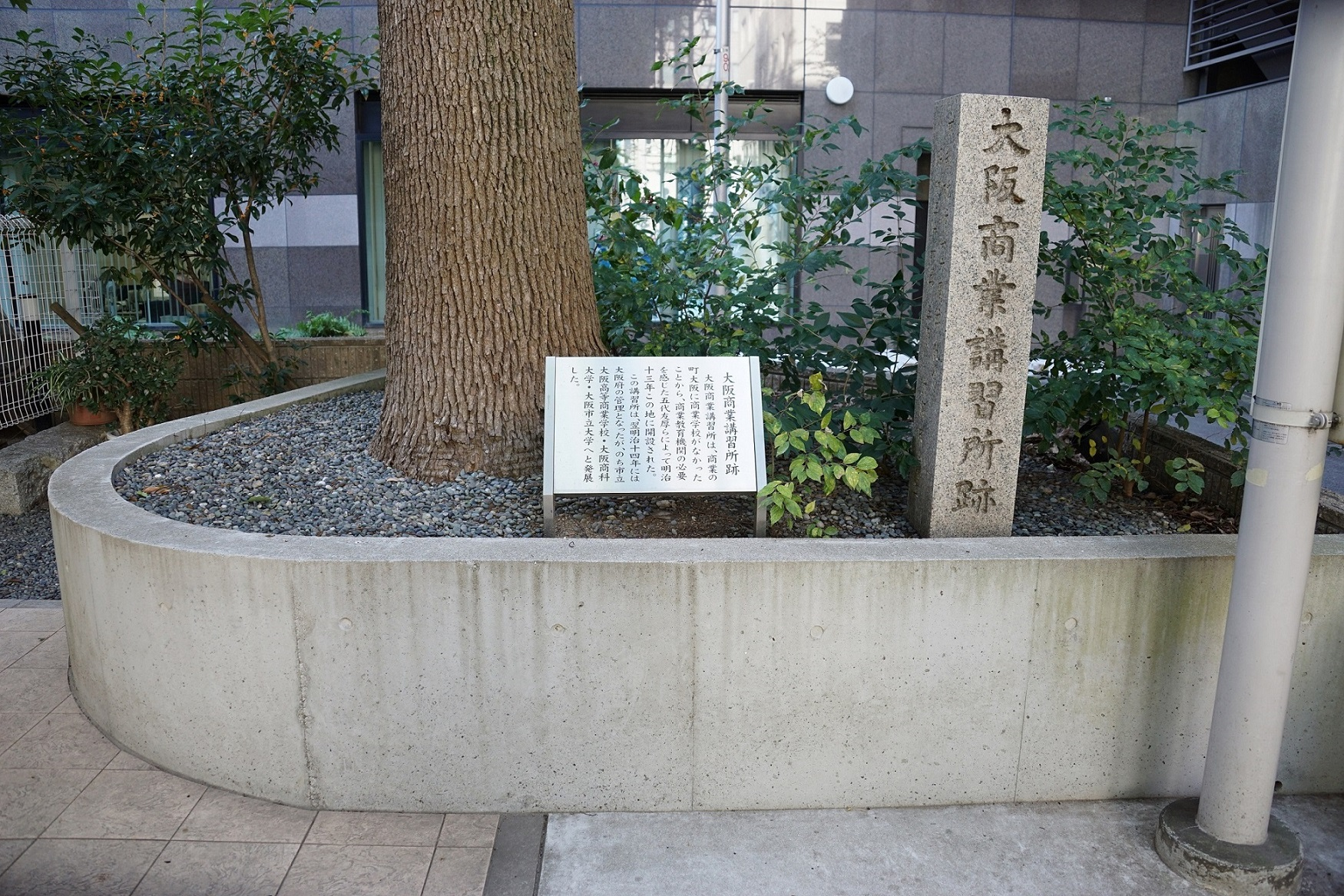
大阪商業講習所跡

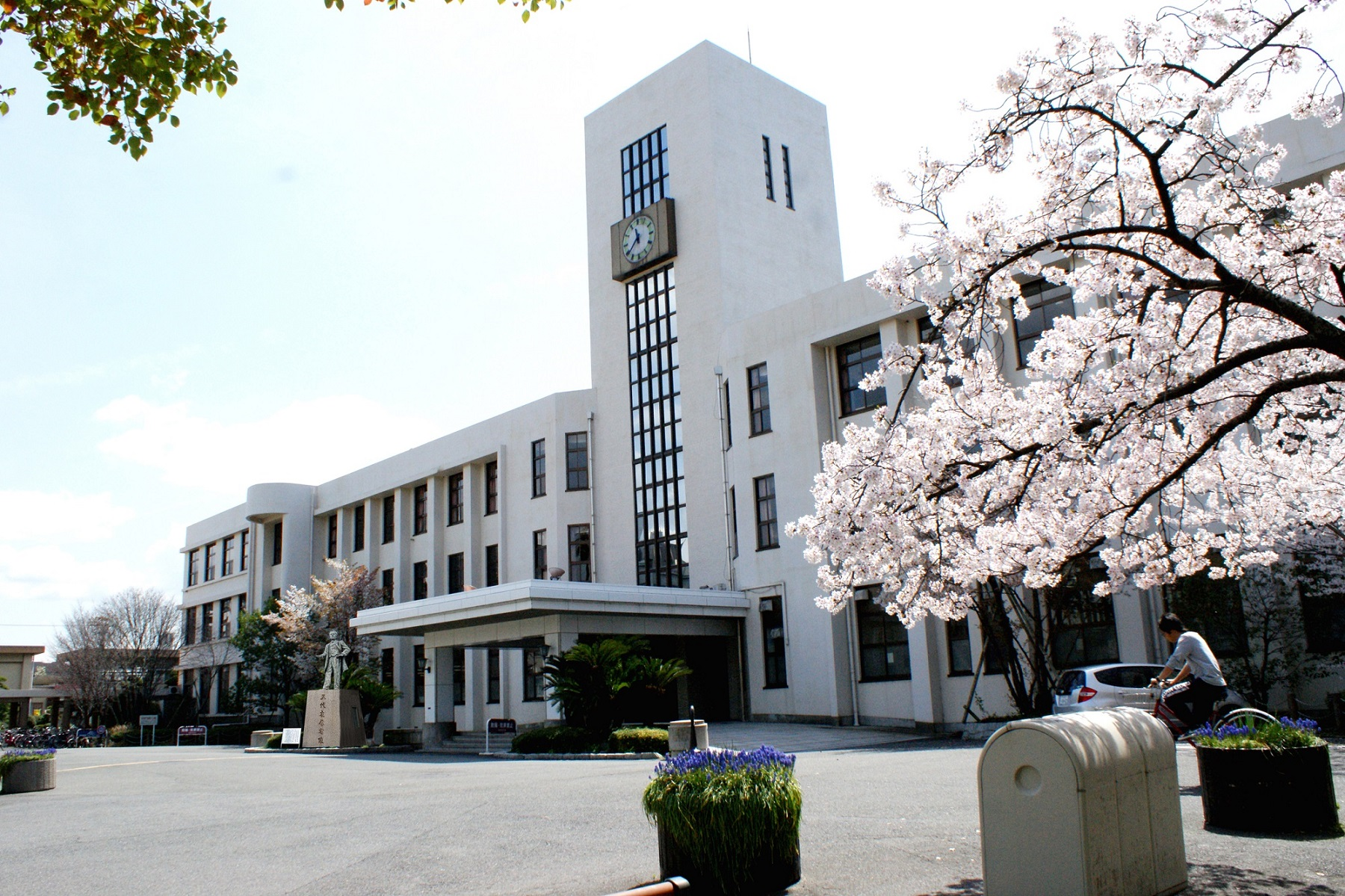
大阪市大杉本キャンパス

簿記、商法学（商学）などを教えるため学校をつくるため、五代は筆頭の創立員となって、鴻池善右衛門、広瀬宰平、杉村正太郎らが加わり、明治13年11月、私立大阪商業講習所が設立された。当時の入学金は1円であり、五代は多額の寄付金、創立費を出している。
『大阪市立大学100年史』によれば、五代友厚と福沢諭吉の意を受けた加藤政之助が、明治12年（1879年）8月に五代がオーナーを務める大阪新報社に「大阪に商業学校を設置する社説」を発表した、と記述されている。五代は近代国家の建設のためには、商業学校は必須と考えていた。五代は、明治維新の3年前の1865年に森有礼らを選抜し、7か月にわたって英仏を視察して産業や学校・病院の仕組みを輸入し、森は1875年に東京で商法講習所を開設した。私立大阪商業講習所では、簿記学、経済学、算術、習字、英語、中国語を中心にカリキュラムが組まれた。簿記学は必須で毎日2時間、算術も必須で毎日1時間、英語は英会話を中心に授業が行なわれていた。中国語は、支那学校と提携して授業を交換していた。将来の財政基盤を強化するために、再び五代が筆頭の創立員となり大阪府知事に建言書を提出し、明治15年（1882年）に大阪府立商業講習所と改称される。明治18年（1885年）3月、文部省からの多額の補助金を得て、大阪府立商業学校に昇格し、明治21年（1888年）、大阪市が誕生したのを機に、大阪市立商業学校となった。この学校はその後、大阪高等商業学校、大阪商科大学に昇格・発展し、現在の大阪市立大学および（市立天王寺商業高校→）市立大阪ビジネスフロンティア高校の基礎となった。

### 市立大阪商業学校となる朝陽館の跡
1876年（明治9年）、五代友厚はインド藍の圧迫に対抗する国産事業の育成を図り、藍製造所である朝陽館を経営する。五代の死去により朝陽館事業は挫折したが、跡地は官有となり、後に活躍する。
その一つ目が大阪商法会議所の発足当時の敷地である。1878年（明治11年）、五代が初代会頭となり現在の大阪商工会議所である「大阪商法会議所」が設立された。この発足当時の敷地がかつての「朝陽館」の敷地である。
また、1892年（明治25年）、市立大阪商業学校の校舎を西区江戸堀南通3丁目から、北区堂島浜通2丁目の新築に移転した。この移転先の場所が先ほどの「大阪商法会議所」であり、かつての「朝陽館」の敷地である。
このように、五代が朝陽館事業に利用していたかつての敷地が、商法会議所の復帰や市立商業学校の転入へと連なっていく。

### 五代の婿養子が商議員へ
1889年（明治22年）からある時期において、大阪商業講習所から4番目の校名にあたる「市立大阪商業学校」の商議員のなかに、五代友厚の長女・武子の夫である「五代龍作（旧姓・九里）」が名を連ねている。市立大阪商業学校の敷地や商議員など、このような歴史の断片を掘り起こして改めて想起されるのは、創立後の大阪市立大学は、五代友厚と深い縁で結ばれていたということがわかる。

### 五代邸

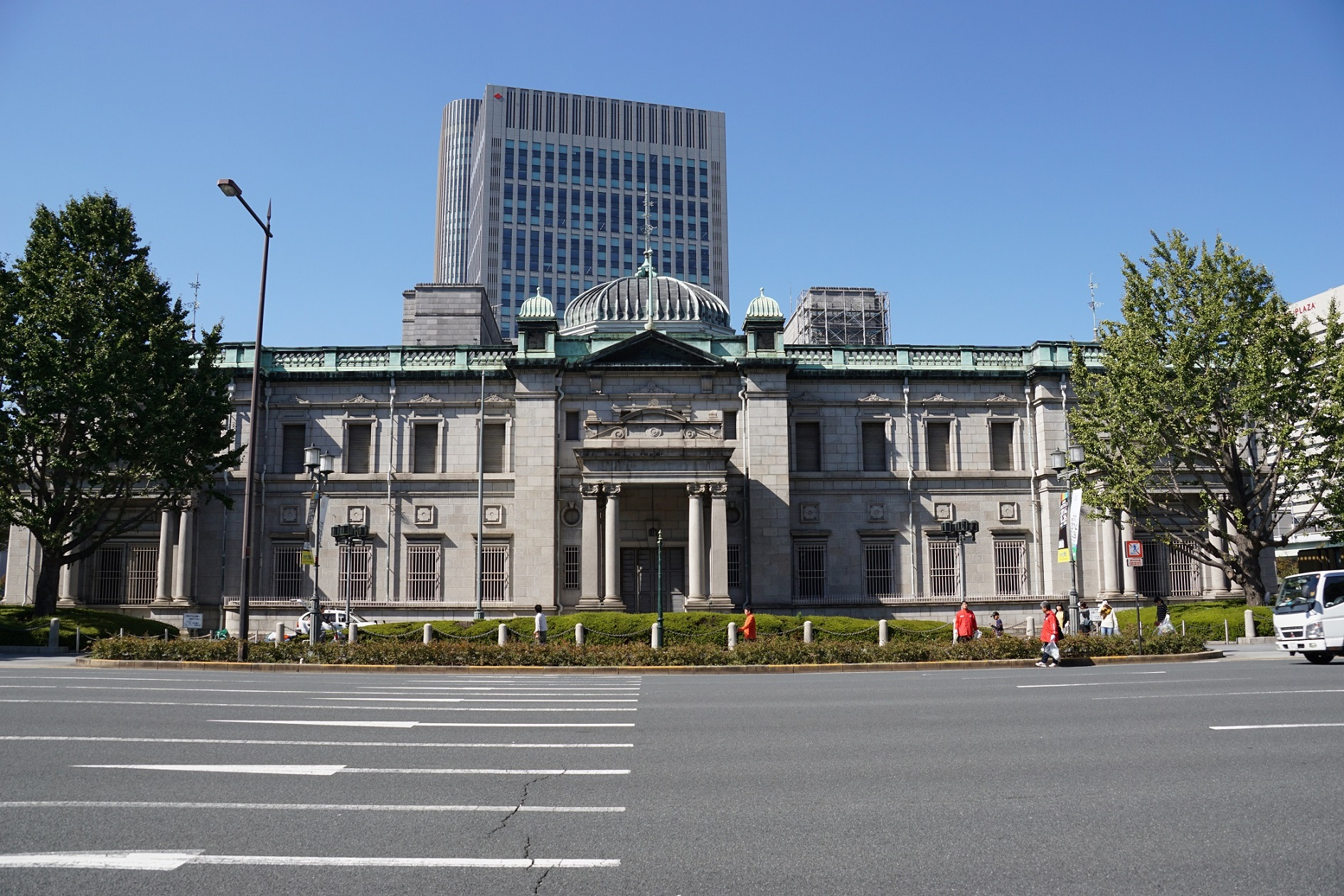
日本銀行大阪支店

五代友厚の最初の自邸跡は、現在の大阪市西区靱本町にある「大阪科学技術館」である。昭和35年（1960年）まで残っていたが大阪科学技術センタービルの建設により取り壊され、現在は大阪科学技術館として姿を変えている。新築自邸跡は、現在の大阪市北区中之島にある「日本銀行大阪支店」である。
慶応4年（1868年）から大阪在勤となった五代は備後町で暮らし始める。明治2年（1869年）には梶木町（かじきちょう）（現・北浜4丁目。ちょうど日本銀行大阪支店の土佐堀川対岸あたり）へ移り約半年ほど住んだ。翌年に備後町に仮居した後は平野町に引っ越し、明治4年（1871年）12月から西区靭（うつぼ）北通1丁目（現・大阪科学技術センター）に居宅を構えた。料亭・加賀伊（かがい）（後の花外楼（かがいろう））で行われた大阪会議開催前に盟友・大久保利通が長期間宿泊し、碁盤を間に五代と向き合って日々談義したのはこの靭（うつぼ）邸である。
その後、明治18年（1885年）1月、中之島（現・日本銀行大阪支店）に邸を新築した。同年8月には東京で療養生活を送り始め、そのまま同年9月25日に東京で死去したためにこの邸で暮らした期間は短いものだった。五代の棺は東京・築地から横浜、神戸へと船で、さらに神戸から大阪まで汽車で運ばれた後、中之島の邸に運ばれた。中之島邸にて葬儀が執り行われたが、葬儀には大阪の恩人・五代を偲ぶ4千数百名の弔問客が訪れ、棺は淀屋橋を南に渡り東へ、心斎橋筋を南下して高麗橋（こうらいばし）通を東へ堺筋まで行き、堺筋を南下し、阿倍野墓地に向かった。
江戸時代この地には島原藩蔵屋敷があり、明治初期には関西財界の指導者五代友厚の別邸とされる。昭和の時代、業務空間拡大のため、一時は高層ビルへの全面建替えも計画されたが、3面の外部の壁面と内部の重要な部分を保存し、西側敷地に高層棟を新築した。予約すれば、旧館の内部や新館の営業室などを見学することができる（大阪市北区中之島2-1-45）。

## 人物

### 恵まれた環境
五代は小松清廉や西郷隆盛、大久保利通などの要人と知り合いだった。長州藩の高杉晋作や土佐藩の浪人坂本龍馬とも非常に仲が良い。このように一流の人物たちと関わり合える条件をもっていたことが五代の後の功績に役立った。加えて、五代が役立てたものは英語力である。当時から外交に英語力は欠かせなかった。特に薩摩藩城代家老小松清廉には重用されて恩義を感じ、小松死後はその妻（側室）子の面倒を見たことでも知られる。
また、当時の外交官（神戸）森山茂と交流があった友厚は、森山茂の実妹トヨ（通称 豊子）と再婚（明治3年）、活躍の場を一層広げる。親族の 永見家、宮地家、森山家共に人脈、経済力のあるバックグラウンドは、五代の交友関係、経済力、亡後の借金返済においても、恵まれた環境であったといえよう。

### 悪に対する厳格な態度
友厚の大阪との関わりは、明治の新政府成立後に始まった。新政府が諸外国との交渉窓口として外国事務掛を大阪に設け、五代を任命したのが起点である。この頃、大阪では日本人の無知につけこんだ外国商人の不正行為が後を絶たなかった。条約違反、購入料金の不払い、雇い人への賃金不払い等は日常茶飯事で、領事館の家賃不払いまでもが平気で行われていた。五代はこのような不正に対しては断固たる態度で臨み、一切の妥協を拒んだ。次第に五代が駐在する大阪港では外国船の荷物検査があまりにも厳しいという抗議が政府まで届き、政府が取り締まり緩和勧告を出すほどの騒動に発展した。しかし、五代は外国商人の要求の真意が荷物検査が行われることによる不満（脱税や不正行為ができなくなる為）であることを見抜いていたので全く動じなかった。
商売人にとって「信用」は最も大切であり、不正を容認することは信用を失い、不正を糾弾することでその信用を勝ち取ろうとする五代の信念があった。五代は商人である前に「正義」「大儀」を重んじる一人の武士であり、不正を見逃すことも国益を損なうことも出来ない性分だった。

## 家族
- 父 - 五代直左衛門秀尭（1790-1853）。島津家譜第の家来であり[17]、島津藩儒官（儒学教師）で町奉行も務めた[18]。子に長男・徳夫、長女・広子（祁答院家へ嫁ぐ）、次男・才助（友厚）、次女・信子[17]。
- 母 - 本田やす子（?-1868）[18]（きよ子？）[17]
- 妻 - 坂本広子。慶応3年（1867年）に結婚し、娘・治子（のち松子）をもうけるも離婚[17][18]。
- 後妻 - 豊子（本名・トヨ）（1851-1892）。1870年に結婚 彼女の一族は奈良県田原本町の出身。実家は田原本町八尾村常磐町。安養寺から鏡作神社までの中街道筋に当たり、トヨは、そこで塾を開いていた儒学者、萱野恒次（通称・庸司）の三女として、嘉永4年（1851年）に生まれた。豊子の実兄 森山茂は維新政府の神戸外交官であり、友厚と深く交流があった[18]。
- 長女 - 五代武子（1871-1915）[19]。1886年に九里龍作 （1858-1938）と結婚。龍作は紀伊国（現・和歌山県）本宮の士族・高須兵太夫の次男だが[19]、大阪で両替商をしていた叔父の紀伊国屋九里正三郎の養子となり大阪府平民となった[20]。1875年に東京の外国語学校を卒業し、1881年に帝国大学工学部を卒業[21]。大阪製銅の技術者を必要としていた友厚の計らいにより[22]、第4回文部省留学生として[23]ロンドン大学で3年間機械工学を学び、1885年に帰国して東京大学教授になったが[24]、五代家に婿入りして五代龍作となり、友厚の事業を継いだ[25]。武子・龍作の息子に法学士・信厚[26]、娘に厚子（チッソ社長の白石宗城に嫁ぐ）がいる[27]。武子一家が暮らした友厚邸は1960年初頭に取り壊され、大阪科学技術センタービルとなる。友厚邸には、友厚のイギリス行きを支援した小松帯刀の妾・三木琴とその娘・壽美も小松の死後、同居していた。
- 次女 - 五代藍子（1876-1965）。母親は宮地勝子（京都宮侍の娘、旧姓・大谷かつ）。友厚が設立した精藍所にちなんで命名された。義兄・五代龍作が経営する半田銀山に20代から身を寄せ、洋書で鉱山学を学び、明治期に友厚が採掘権を持っていた三重県治田村（現・いなべ市）の治田鉱山を1919年に買い戻し、五代アイの名で経営を始め、自らも地下足袋・もんぺ姿で山に通って採掘努力を続けたが、思うような成果が得られないまま現地で亡くなった[28][29]。現在もアイが掘らせた手掘りの隧道が残っている[30]。
- 三女 - 土居芳子（1881-?）。土居通夫（司法官、鴻池家顧問を経て、京阪電鉄など多数の企業の社長を歴任し、衆議院議員、大阪商工会議所第7代会頭を務めた）の養女となり、1896年に宇和島藩主・伊達宗徳の五男・剛吉郎（1870-1949）を婿にして土居家を継いだ[31]。遺稿句集として『松乃華』がある[32]。剛吉郎は、阪東土地社長，大阪天王寺土地相談役[33]、阪神海岸電気鉄道の発起人[34] などを務めた。息子の土居保太郎（1898-?）は、子爵・大給近孝の娘・幸子と結婚し、内閣府の文書係となり[35]、有識故実を調査する宮内官として欧州にも滞在[36]、高松宮付事務官を務めた[37]。
- 四女 - 杉村久子（1882-1945）船場の商家・杉村商店の杉村正太郎に嫁ぐ[38]。杉村は、鴻池や住友といった豪商と肩を並べた素封家で両替商の「錫正（錫屋）」の息子で、家業の財力を元に杉村倉庫を創業し、大阪商船、阪神電鉄、播磨水力電気、朝鮮電気などの重役を務めたほか、第四十二銀行や北浜銀行の整理で辣腕を振るう一方、個性的な性格から大阪財界の変人とも言われた[39][40]。その息子である野村正二郎（野村維章男爵家へ養子）、杉村正三郎兄弟は極東選手権競技大会のサッカー日本代表に選出され、後に正二郎は上智大学教授、正三郎は阪急電鉄常務を夫々務めた[41]。
- 長男 - 秀夫（1883-1907）
- 次男 - 野村友太郎（1885-1926） - 野村維章の養子となり、後に男爵。
- 曾孫 - 五代富文[42]（宇宙工学者、NASDA副理事長）

## 墓所・霊廟・銅像

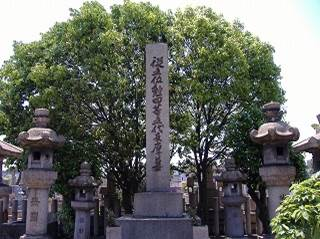
阿倍野筋4-19にある大阪市設南霊園

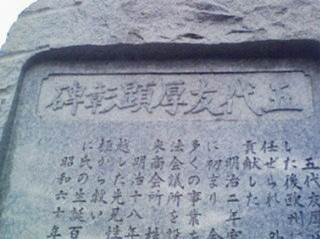
阿倍野墓地 顕彰碑

明治18年（1885年）10月2日、阿倍野の墓地に従五位勲四等五代友厚墓として葬られる。阿倍野区の阿倍野筋4-19にある大阪市設南霊園（阿倍野墓地）の中央で石灯篭に囲まれている。
五代友厚の葬儀は中之島で行われた。
明治33年（1900年）9月、知人や商工会議所議員が相談して、大阪商工会議所の前庭に五代友厚銅像が建立される。
昭和35年（1960年）3月、大阪市制施行70周年記念として五代友厚創立の製藍所・西朝陽館跡に大阪市が建碑する。

鹿児島市の泉公園にある銅像

昭和36年（1961年）、追悼満75周年記念として故郷鹿児島に五代友厚銅像が建立される。
昭和57年（1982年）、鹿児島中央駅前東口広場に彫刻家の中村晋也が制作した薩摩藩英国留学生の像『若き薩摩の群像』の一人として銅像が建立される。
平成16年（2004年）12月1日、大阪証券取引所の新ビル完成時に、五代友厚銅像が建立される。

若き薩摩の群像

平成28年（2016年）、生誕180周年記念として大阪市立大学杉本キャンパスに、同窓会を中心として五代友厚銅像が建立される。

## 文献
- 五代龍作「五代友厚伝」（1933年）
- 直木三十五「大阪物語第6巻五代友厚」（改造社、1934年）
- 山中園子「五代友厚秘史」（五代友厚七十五周年追悼記念刊行会、1960年）
- 西村重太郎「五代友厚小伝」（大阪商工会議所、1968年）
- 村山公三「五代友厚伝記資料第1〜4巻」（日本経営史研究所、1970年 - 1974年）
- 「五代友厚関係文書目録」（大阪商工会議所、1973年）
- 宮本又次「五代友厚伝」（有斐閣、1981年）
- 真木洋三「五代友厚」（文藝春秋、1986年）
- 小寺正三「起業家 五代友厚」（現代教養文庫、1988年）
- 渡部修「功名を欲せず」（毎日コミュニケーションズ、1991年）
- 大阪市史編纂所「大阪市の歴史」（創元社、1994年）
- 島実蔵「大阪でごわす 明治商都物語」（時事通信社、2001年）
- 童門冬二「ニッポンの創業者」（ダイヤモンド社、2004年）
- 早瀬利之「午後の刺客」（光人社、2006年）
- 菅春貴「歴史有名人の晩年と死」（新人物往来社、2007年）
- 田付茉莉子「五代友厚:富国強兵は「地球上の道理」」（ミネルヴァ書房、2018年）

## 関連作品
小説
- 織田作之助「五代友厚」（日進社、1942年）、新版・河出文庫、2016年
- 小寺正三「五代友厚」（新人物往来社、1973年）
- 阿部牧郎「大阪をつくった男 五代友厚の生涯」（文藝春秋、1998年）
- 佐江衆一「士魂商才 五代友厚」（新人物往来社、2004年）
  - 新版・講談社文庫、2008年、ハルキ文庫、2016年
- 高橋直樹「五代友厚 蒼海（うみ）を超えた異端児」（潮出版社・潮文庫、2015年9月）
- 朝井まかて「朝星夜星」（PHP研究所、2023年）

映画
- 『天外者』2020年、配給ギグリーボックス（演：三浦春馬）

テレビドラマ
- 『奇兵隊』1989年、日本テレビ （演 : 勝野洋）
- 『あさが来た』2015年、NHK連続テレビ小説 （演：ディーン・フジオカ）
- 『青天を衝け』2021年、NHK大河ドラマ （演：ディーン・フジオカ）

漫画
- 安彦良和「銀色の路－半田銀山異聞－」（集英社『週刊ヤングジャンプ』2025年14号 - ）[44]